# السياحة في محافظة الأحساء
الأحساء (بالنطق المحلّي: الحَسا)؛ هي محافظة سعودية تقع في المنطقة الشرقية، وتبعد عن العاصمة الرياض 328 كلم. تبلغ مساحتها 379,000 كم²، أي ما يُعادل 20% من أراضي المملكة العربية السعودية، وتُغطّي صحراء الربع الخالي نحو ثلاثة أرباع المحافظة، بينما تُمثّل المنطقة المأهولة بالسكان والأنشطة 18% من إجمالي مساحتها، وتتمثّل في مدينتي الهُفوف والمبرَّز، وهما ضمن أكبر عشر مدن على مستوى المملكة، إضافة إلى أربع مدن رئيسة و22 قرية. وبحسب إحصاءات عام 2017، تصدّرت الأحساء محافظات المنطقة الشرقية في عدد السكان بحوالي 1,041,863 نسمة.
تُمثّل الأحساء مشهدًا ثقافيًا مُتجدّدًا عبر تاريخ امتدَّ لأكثر من 6000 سنة، بسبب وفرة مياهها وخُصوبة أراضيها، وأقدم سُكانها هم من الكنعانيين الذين سكنوا المنطقة منذ 3000 سنة قبل الميلاد، ومن سلالتهم العمالقة الفينيقيون الذين اشتهروا بأعمال الرّي والزراعة وهو ما يتناسب مع ظروف المنطقة. تبعهم الكلدانيون في القرن السابع قبل الميلاد عند نزوحهم من أرض بابل سنة 694 ق م، وأسَّسوا مدينة الجرهاء - الجرعاء، حيث قامت على أنقاضها هجر ثم الأحساء اليوم التي تضم مجموعة من المواقع الأثرية، ومجموعة من المدن المُندثرة مثل واسط، الناظرة، جواثى.
في يونيو 2018، انضمت محافظة الأحساء إلى قائمة التراث الإنساني العالمي باليونسكو، باعتبارها مستوطنة كُبرى على مدى 500 عام مضت، ضمت بساتين النخيل والقنوات والعيون والآبار، ومناطق أثرية ومجموعة من التراث العُمراني داخل مستوطناتها التاريخية، وفي 2019 اختيرت الأحساء عاصمة للسياحة العربية، وهي أيضا عضو في شبكة اليونسكو للمدن الإبداعية في مجال الحرف اليدوية والفنون الشعبية. تضم الأحساء عددًا من المعالم مثل سوق القيصرية التراثي، المدرسة الأميرية، مسجد جواثى التاريخي، قصر إبراهيم وبيت البيعة، إضافة إلى واحة نخيل الأحساء التي تحوي عددًا من المباني والمواقع التراثية والطبيعية.
تزخر الأحساء بالعديد من المعالم الطبيعية، التي تَشمل الجبال والعيون، ومن أهم الجبال هو جبل القارة، وتزخر كذلك بالعيون الطبيعية العذبة التي كانت تسقي وتروي قرى وهجر الأحساء، وكانت تستخدم للزراعة وشكلت جزءاً من ثقافة الأحساء، ولعل أهم وأكبر عيونها هو عين الحقل، وعين الجوهرية، وعين الحارة، وعين الخدود. كذلك تتميز الأحساء طبيعياً ببحيرة الأصفر، التي تعد من أكبر التجمعات المائية في منطقة الخليج العربي، وتحولت إلى محمية طبيعية. وكذلك تزخر الأحساء بالعديد من المعالم التاريخية والأثرية، مثل القصور والقلاع، والمساجد التاريخية، والمدارس التراثية. ونتيجة لهذا الثراء التاريخي والأثري، يوجد في الأحساء العديد من المتاحف الأثرية والتراثية، التي تضم وتشمل عن ثقافة وتاريخ الأحساء.
تضم الأحساء العديد من الحدائق والمنتزهات الحديثة الترفيهية، والأسواق الشعبية الأسبوعية اليومية، ومنها الأثرية مثل سوق القيصرية الذي يبلغ عمره ستة قرون، وقد نظمتها أمانة الأحساء بمواعيدها وتوقيتاتها.
في عام 2019، قرر المجلس الوزاري العربي للسياحة، اختيار مدينة الأحساء عاصمة للسياحة العربية لعام 2019، إذ استوفت كافة الشروط المرجعية التي اعتدها المنظمة العربية للسياحة.
تقام في الأحساء العديد من المهرجانات الثقافية والترفيهية سنوياً، ومنها منذ سنين، مثل «مهرجان ويا التمر أحلى».

## السياحة الطبيعية

### الجبال

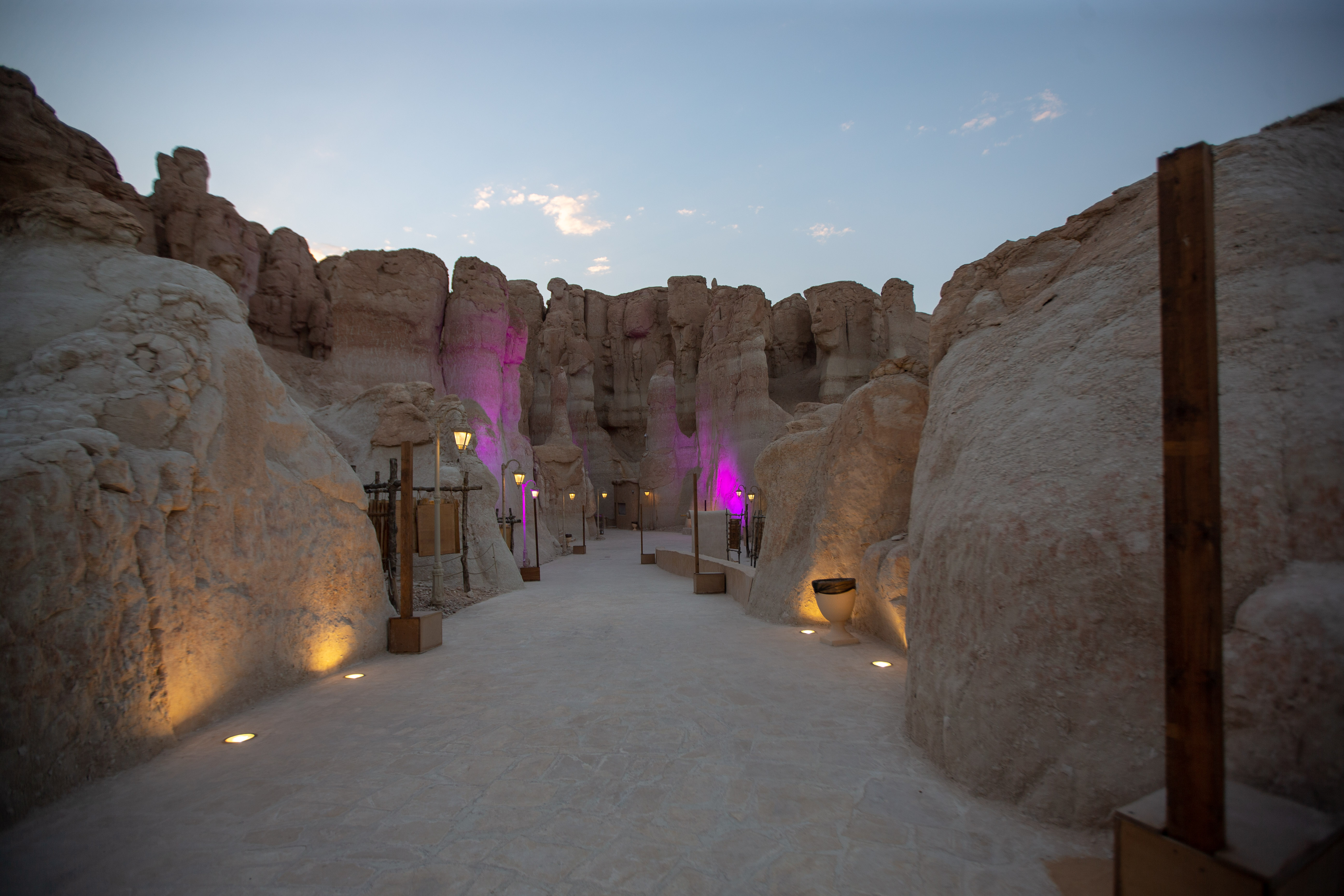
جبل قارة في وقت المغرب

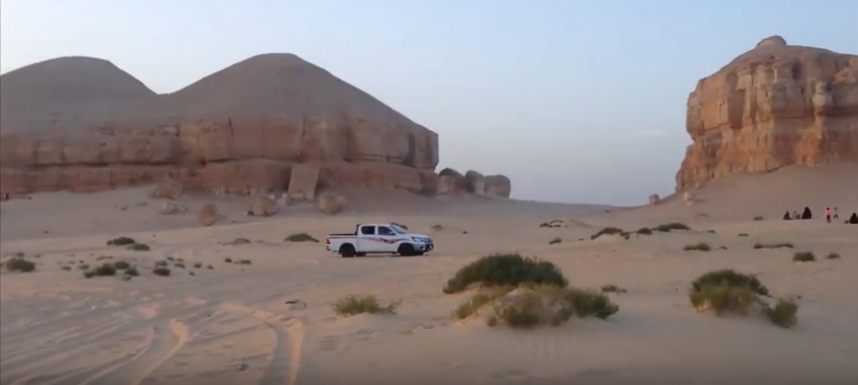
جبل الأربع

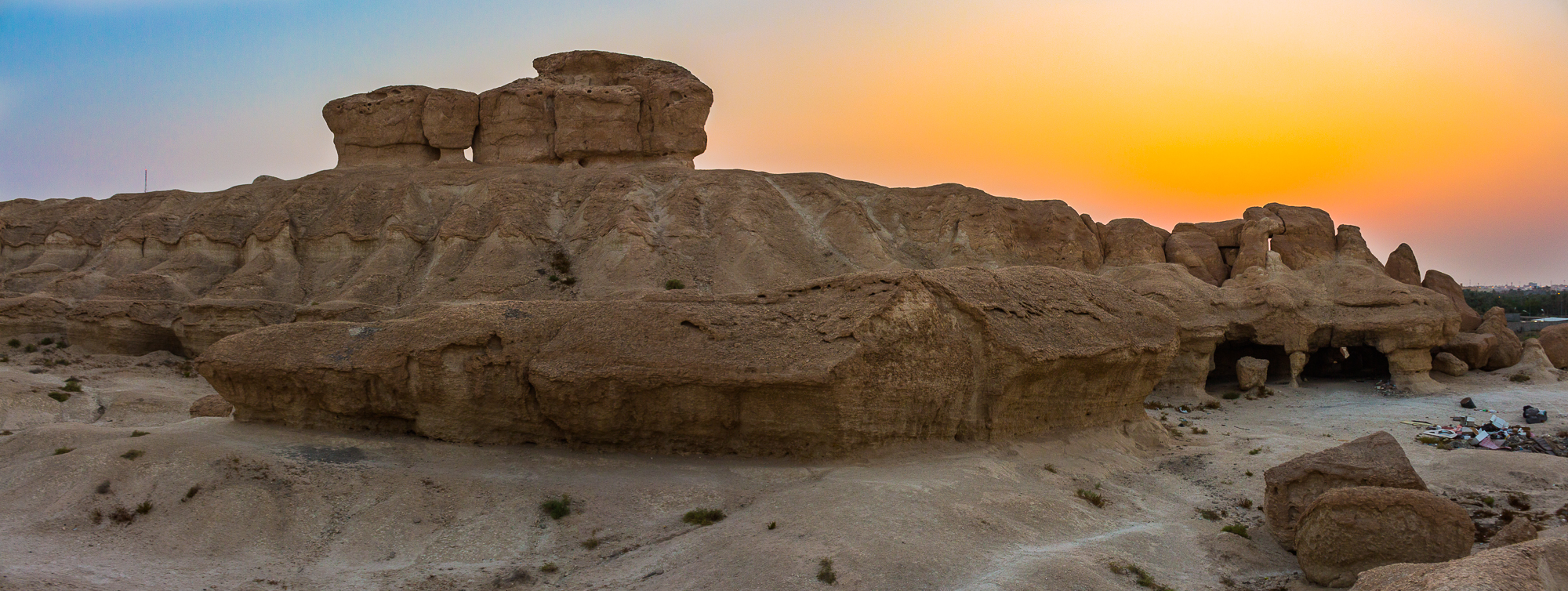
جبلبو حصيص في الأحساء

- جبل قارة: ويُعرَف أيضاً بجبل الشبعان يقع بين قرية التويثير وقرية القارة بمحافظة الأحساء، في المنطقة الشرقية من المملكة العربية السعودية. يُعد الجبل من أبرز المعالم السياحية الطبيعية في الأحساء وقد سُجل في لائحة التراث العالمي عام 2018م بعد ضم واحة الأحساء إلى اللائحة.[13] يبعد الجبل مسافة 15 كيلومتراً شرق مدينة الهفوف. ويحتوي على كهوفٍ أو ما يسمى بالمغاراتِ بين أهالي الأحساء. تتميز بعض مغاراته مثل مغارة النشاب بأن لها درجة حرارة معتدلة شبه ثابتة طوال العام.[14] في 24 ربيع الآخر، 1439هـ الموافق 11 يناير، 2018، افتتح أمير المنطقة الشرقية سعود بن نايف بن عبد العزيز، بحضور محافظ الأحساء الأمير بدر بن محمد بن جلوي، مشروع أرض الحضارات، في جبل القارة.[15]
- جبل الأربع: عرف بهذا الاسم نتيجة لوجود أربع جبال متجاورة، ثلاثة متقاربة وواحد بعيد قليلاً عنها، وهي عبارة عن مجموعة تلال صغيرة، ويبعد عن مدينة الهفوف 20 كيلو متراً، ويتكون من عدة كهوف، تختلف مساحته.[16][17] وللجبل أهمية تاريخية وأثرية على الصعيدين الثقافي والتاريخي في المنطقة الشرقية.[18] ويعتبر أوضح نقطة لرؤية الكسوف الحلقي والتي تعتبر ظاهرة كونية نادرة.[19] فهو معلم سياحي وخاصة مع دخول فصل الشتاء من كل عام باعتدال الأجواء وهطول الأمطار، لكن رغم ذلك لم يستغل تماماً، إذ تنعدم فيه أبسط وسائل السياحة والترفيه.[20]
- جبل الثليم: يقع الجبل غرف مدينة العيون بمسافة كيلو متر واحد، سُمي بهذا الاسم نسبة لوجود فجوة كبيرة كالثلم، ولوجود وادي يُسمى الثليم، وكان يعيش فيه مؤسس الدولة العيونية علي بن المقرب العيوني، ويتكون الجبل من كهوف، ومغارات، وأشكال هندسية.[21][22][23]
- جبل الشعبة: يعرف الجبل في كتب التاريخ بجبل كنزان، موقعه الجغرافي المميز جعله ملاصقاً من الجهة الشرقية لواحد من أهم وأشهر المواقع التاريخية والأثرية في الأحساء وهو مسجد جواثا هو المسجد الذي أقيمت به ثاني صلاة جمعة في الإسلام.[24]أمانة الأحساء تقوم حاليًا بتحوبل أجزاء من قمة الجبل إلي منتزه يحتوي علي مسطحات خضراء، وبحيرات مرتبطة بشلالات مائية، بجانب ألعاب للمغمارة، إضافة إلي ذلك إنشاء تلفريك يبلغ مسارة 1500 متر، مكون من 3 محطات، وبحيرتين سفلية وعلوية علي مساحة 10 آلاف متر مربع، وشلالين بطول 1100 متر، و3 جسور خشبية معلقة.[25] في 15 شوال، 1440 الموافق 18 يونيو، 2019، وقع أمين الأحساء، المهندس عادل بن محمد الملحم، عقد الاشغال العامة لتنفيذ المرحلة الثالثة لمشروع منتزه جبل الشعبة.[26] وفي 25 ذو الحجة، 1440هـ الموافق 26 أغسطس، 2019 بدأت أمانة الاحساء تنفيذ المرحلة الرابعة لمشروع منتزه جبل الشعبة بتكلفة 24 مليون ريال سعودي.[27]
- جبل أبو حصيص: يقع الجبل شرق مدينة الهفوف على بعد 20 كيلو متراً، في حي القوع في الجهة الشمالية من قرية التويثير، يحده من الشرق نخيل أبو العنوز، والدويكية، ومن الغرب نخيل التويثير وقرية ألقارة، ويحده من الشمال رمال المنتزه الوطني، ويتكون الجبل من مغارات، وتشكيلات صخرية، ويتميز بتكوينه الصخري المشابه لعين.[28][29]
- جبل رأس القارة: يتبع جبل رأس القارة جبل القارة، ويُعتبر قمة صخرية في قرية القارة.[30]
- جبل أبو غنيمة يقع في جبل أبو غنيمة محطة المياة الرئيسية في الأحساء.وفي 18 صفر، 1425هـ الموافق 18 مارس، 2006 كان هناك مشروع ينفذ لتطوير عدد من مشروعات المياه والصرف الصحي بمحافظة الأحساء، وتشمل المشروع حفر آبار بحقل ويسه مع تنفيذ الخطوط الرئيسة وتطوير محطة الضخ الرئيسة في جبل أبو غنيمة والذي سيعمل على توفير الاحتياجات المائية للهفوف والمبرز وقرى محافظة الأحساء، إذ سيتم حفر الآبار وعددها 14 بئراً بحقل ويسه وذلك ليغذي قرى محافظة الأحساء عن طريق خط مياه يصل إلى محطة ضخ جديدة بجبل أبو غنيمة، ويشمل كذلك المشروع تطوير محطة ضخ المياه القائمة بجبل أبو غنيمة وذلك بإنشاء خزان ثالث مجاور للخزانين القائمين بسعة 60 ألف متر مكعب وبذلك تسبح الطاقة التخزينية 180,000 ألف متر مكعب، وإضافة ثلاث مضخات، وهذه الأعمال ستزيد من كمية المياه التي ستغذي الهفوف والمبرز.[31]

### العيون
- عين الحقل: تعد من أكبر ينابيع المياه في الأحساء، وهي العين الثانية في الأحساء من حيث وفرة المياه وقوتها، ويعتبر تدفق مياهها الأعظم بين ينابيع الواحة، إذ يقدر بحوالي 22500 جالون في الدقيقة. يقع هذا النبع على بعد كيلومتر شرقي الهفوف. تسقي مياهها جزءا كبيرا من البساتين المحيطة. تشكل عين الحقل بحيرة كبيرة جدا عند منبعها، وعند بداية جراينها تتفرع مساراتها إلى عدد كبير من قنوات توزيع المياه، التي تسقي منطقة بساتين النخيل وحقول الأرز.[32]
- عين الحارة: تقع هذه العين شمال المبرز وتعد هذه العين واحدة من أكبر الينابيع في الأحساء، يقدر تدفقها ب 20000 ألف جالون في الدقيقة، ماءها دافئ بعض الشيء يصل سطح الأرض خلال ثلاث فوهات مكونة بحيرة كبيرة جدا يبلغ أبعادها 400 * 100 ياردة.[32]
- عين الجوهرية: نبع متوسط الحجم يقدر دفقه بثلاث آلاف جالون في الدقيقة، يقع قرب قرية البطالية.[32] في عام 2019، نفى مدير الاتصال المؤسسي والمتحدث الرسمي بالمؤسسة العامة للري هشام الثنيان، نضوب عين الجوهرية، وقال بأنه تم الانتهاء من أعمال الصيانة الخاصة بحوض السباحة، وتبقت أعمال الصيانة الدورية للبئر، وبإذن الله سوف يتم تشغيلها بعد الانتهاء من تلك الصيانة مباشرة.[33]

وعادة ما يقبل أهالي محافظة الأحساء وزوارها، على عين الجوهرية، في الصيف، للاستمتاع بالسباحة في مياهها الباردة، ولمواجهة حرارة الشمس التي تتجاوز ال40 درجة مئوية.
- عين الخدود: تعد واحدة من أكبر ينابيع الأحساء، يقدر نبعها بعشرين ألف جالون في الدقيقة، وتعتبر واحدة من أهم مصادر المياه للناحية الشرقية من الأحساء.[32]
- عين النجم: نبع متوسط الحجم ماؤها حار كبيريتي تقع على بعد حوالي كيلومترين غرب المبرز، كان النبع خلال الحكم العثماني مفصل جدا لفعاليته العلاجية، وقد قام السعوديون بهدم قبته سنة 1862م وقد أعيد بناؤها سنة 1913م عندما استرد الملك عبد العزيز الأحساء، ومالبثت أن عادت للعين شهرتها وأصبحت تقصد ممن يعانون من امراض الروماتيزم وتصلب الأعصاب نظرا لحرارة مائها. روى موزل ان مندوبين عن سكان الأحساء استسلموا في سنه 1792م للإمام سعود بن عبد العزيز عند عين نجم ويروي فلبي أن هناك اعتقادا شائعا ينسب وجود هذا النجم لموضع سقوط نيزك. ويروى حاليا أن معظم ينابيع الأحساء تكونت بهذه الطريقة.[32] وقد أعادت أمانة الأحساء أحيائها عام 2015 بعد أهمال دام ثلاثين سنة.[35] وقررت أمانة الأحساء، تخصيص أربعة مناطق لأسواق الخضار المؤقتة، واحدة منها سيكون في المواقف الشرقية لمنتزه عين نجم.[36]
- عين أم سبعة: نبع كبير يقدر دفقها بعشرين ألف جالون في الدقيقة، ماؤها حار وقد بلغت حرارة المياه التي قيست في أطراف بحيرتها 101 درجة فهرنهايت وبلغت 103 أو 104 فهرنهايت في وسط البحيرة فوق فوهات العين، يجري ماؤها إلى البساتين من خلال مجموعة جداول رئيسية كان عددها سبعة، ومنها اخذت اسمها ولا يوجد منها الآن الا خمسة جداول، وتقع العين في شمال الأحساء قرب قرية القرين.[37][38]
- عين الحويرات: تعدّ عين الحويرات جزءًا من واحة الأحساء،[39] تتميّز طبيعة المياه فيها بوفرتها وعذوبتها، وتتشكّل من 32 عينًا تمتد إلى مجموعة أنهار مختلفة. تقع العين تحديدًا في شرق قرية المطيرفي الزراعية، ضمن مجموعة مكونة من 32 عيناً أكبرها كل من أم سبعة والجديدة وعين حقيقة وعين ام ناصر وعين ناصر[40] الواقعة بالقرب من قرية القرين.[39] وعين الحويرات أعظمها.[41]
- عين برابر: عين برابر هي عين تقع في شرق مدينة الهفوف، ووُصِفَت بأنها من أعظم عيون الهفوف وأكثرها عذوبةً وبرودة ويجري ماؤها في نهر واحد.[42]
- عين البحيرية: عين البحيرية هي إحدى العيون الطبيعية في محافظة الأحساء في المنطقة الشرقية في السعودية، وتقع في حي المزروعية بمدينة الهفوف. تعدّ العين مصدرًا أساسيًا لسقاية أغلبيّة البساتين القريبة من المدينة، وهي أحد المعالم الثقافية والاجتماعية فيها. تصنّف العين ضمن البحيرات ذات الحجم الصغير، ويقدّر معدّل تدفق المياه فيها ما بين ألفين وثلاث آلاف غالون، وفقًا للباحث فردريكو شمد فيدال في كتابة واحة الأحساء.[43] تقع البحيرة تحديدًا في غرب مدينة الهفوف، بالقرب من حي المزروعية والكوت القديم، وتعد جزئًا من واحة الأحساء، أكبر واحات السعودية، والتي باتت موقعًا تراثيًا عالميًا في اليونسيكو.[44]
- عين أم خريسان: كانت عيون الأحساء ومنها عين أم خريسان في أوج إنتاجها في سنة 1967، وتنتج 220 مليون متر مكعب من المياه في السنة الواحدة أو حوالي 600 ألف متر مكعب في اليوم.[39] تشتهر منطقة أم خريسان وسط الأحساء بوفرة الماء ونضرة النخيل، وأخذت المنطقة اسمها نسبة إلى عين أم خريسان.[45] انحسرت مساحة الأحساء إلى 8 ألاف هكتار بعد تقلص 60% من مساحتها، وفي أكتوبر 2019 قررت المؤسسة العامة للري تنمية واحتي أم خريسان وعين مرجان وتغطية الواحات بشبكات الري.[46] خلف حارة اليهود[47] في مدينة الهفوف في محافظة الأحساء شرق السعودية.[48]
- عين منصور: تقع عين المنصور شمال الأحساء،[49] الواقعة في المنطقة من شمال وشرق المبرز،[50] تقع العين بالقرب من عين أم سبعة بالقرب من قرية القرين،[39] وتعد جزئًا من واحة الأحساء أكبر الواحات في السعودية، والتي أصبحت موقعًا تراثيًا عالميًا في اليونسيكو.[51] ماء عين منصور حار عذب يجري في ثلاثة أنهار.[52] تسقي مياة عين منصور نخيل قرية الشقيق وقرية جليجلة والعيون.[52]
- عين أم زنبور: تعتبر من أهم العيون التي تقع شرق قرية المطيرفي.[53] تعد من العيون التي اشتهرت بوفرة الماء وسخونتها.[54] وكانت عين أم زنبور ضمن 21 تم الإنتهاء من إعادة تأهيلها بعد أن غمرتها الأتربة وذلك من أجل الحفاظ عليها لكونها أثر تاريخي هام، كما تم تسويرها ووضعت لوحات تعريفية لها.[55]
- عين صويدرة: هي عين تقع شرقي الكلابية والمقدام عين تمشي على وجه الأرض وفي جوار العين نخيل وهي مساكن، ويوجد هناك أوقاف يذبح سنوياً عدد من البقر وكان الذي يتولاها سابقاً عبد المحسن الفياض.[56] ويوجد خزان ضخم في عين صويدرة.[57] وفي 12 شوال 1391هـ الموافق 30 نوفمبر، 1971، أقيم بجانب عين صويدرة، احتفالية افتتاح مشروع الري والصرف الذي رعاه الملك فيصل بن عبد العزيز.[58][59]
- عين الزواوي: لقد سميت هذه العين بهذه التسمية، نسبة إلى أسرة هاجرة من مدينة زواوي في المملكة المغربية إلى المملكة العربية السعودية، واستقرت في المبرز، في القرن الحادي عشر.[60] ومن ضمن علماؤهم السيد عبد الرحمن الزاوي الأدريسي الحسيني.[61]
- عين جواثا: هي عبارة عن بئر أسطوني الشكل محفورة في الصخور ويبلغ محيطها حوالي أربعة أمتار ونصف، واليوم أصبحت تحتوي على حجارة من الداخل.[62] وهي عين غزيرة مليئة بالماء العذب.[63] ويبدو أن مجرى العين كان يتجه ناحية الغرب ويسقي الأراضي الموجودة في الناحية الغربية من المدينة حيث توجد في تلك الجهات آثار تدل على أنها قد زرعت وغرست فيها النخيل، وبني قديماً قبة على عين جواثا ولكن لم يبقي منها حالياً إلا جزء يشبه نصف الدائرة.[64]

### الشواطئ والبحيرات
- شاطئ ميناء العقير: يعد ساحل العقير من أجمل السواحل في المملكة، ويتميز بتداخل مياه الخليج العربي بالشواطئ الرملية الضحلة وتنوع المظاهر الجغرافية وكثرة الرؤوس والخلجان والجزر، وتوجد بالعقير عدة جزر من أهمهما جزيرة الزخنونية وجزيرة الفطيم. ويستقبل شاطئ العقير آلاف الزوار والسياح طيلة أيام السنة، ويجذب شاطئ العقير الذي يبعد نحو 65 كيلو متراً عن مدينة الهفوف كثيراً من المرتادين من مختلف مناطق المملكة السعودية وخصوصاً الأحساء والمنطقة الشرقية، ومنطقة الرياض، ويصل العدد اليومي لقاصديه قبل تطويره خلال المواسم والعطلات إلى أكثر من 28 ألف زائر.[65] في 27 صفر، 1442هـ الموافق 14 أكتوبر، 2020 كشف وكيل أمانة الأحساء للمشاريع، المهندس هشام العوفي، أن الأمانة تعكف على تنفيذ مشروع شاطئ معياري (Blue Flag Beach) وذلك ضمن خططها التطويرية بشاطئ العقير بالتنسيق مع هيئة تطوير المنطقة الشرقية، والمشروع يقع في الجزء الشرقي من شاطئ العقير، وتبلغ مساحته 65 ألف متر مربع بطاقة استيعابية تزيد على ثلاثة ألاف زائر في اليوم الواحد لما يحتويه من أنشطة ترفيهية، ورياضية.[66] وفي 13 ربيع الأول، 1442هـ الموافق 30 أكتوبر، 2020 أنهت أمانة الأحساء من مخططها الشامل لشاطئ العقير، وكان المشروع يقع في الجزء الشرقي من شاطئ العقير، وتبلغ مساحته 80 ألف متر مربع بطاقة استيعابية تزيد على ثلاثة ألاف زائر في اليوم الواحد، أي ما يقارب نحو مليون زائر خلال السنة، ويحتوي على أنشطة ترفيهية ورياضية، منها مناطق للتشميس، والسباحة، والتأمل والأسترخاء، والفعاليات، ومواقع لرياضة الكياك، وكرة الطائرة الشاطئية، والمقاهي، ونقاط للبيع، ومطاعم عالمية، ويتوقع أن يكون المشروع الشاطئ المعياري متاحاً لمرتادية خلال الربع الثاني من العام القادم 2021م.[67]
- بحيرة الأصفر: تعد من أكبر التجمعات المائية في منطقة الخليج العربي، وقد تحولت إلى محمية طبيعية، وتبلغ مساحتها 326 ميلو متر مربع. وتمتع بحيرة الأصفر بأروع المقومات الطبيعية، مثل: الأشجار، والرمال الذهبية الناعمة، والمياه، وتنمو حول البحيرة النباتات الصحراوية المتنوعة، كنبات السرخس، والشنان، والطرفاء، والأرطى وغيرها، وعندما تنحسر المياه صيفاً تكون مرعى غنياً للأغنام والإبل، وتعادل مساحة البحيرة في الحد الأعلى مساحة الواحة المزروعة، الذي يصل طولها إلى 25 كيلو متراً، أما عرضها فيتغير بحسب المناخ صيفاً وشتاءً، لأنه عبارة عن السن؛ وتمثل خلجاناً صغيرة. والبحيرة عبارة عن محطة استراحة لهجرات الطيورة المختلفة؛ من خلال عبورها مرتين في كل عام، من الشمال إلى الجنوب؛ وبالعكس، إذ تتنوع هذه الطيور في أحجامها كالبط؛ إلى البلابل والعصافير، كما تعيش الأسماك بالبحيرة الذي يمكن مراقبتها ومشاهدتها، وبأحجام مختلفة، وتشتمل على حياة فطرية متكاملة، وتقوم من جانبها بالمحافظة على التوازن البيئي، ومن الممكن استغلالها لأغراض ترفيهية، وإقامة منتجعات صحراوية، حيث تستوعب مياه الأمطار الغزيرة وتحمي المنطقة من المستنقعات عبر المصارف المفتوحة، واطلق عليها تسمية «كحل الصيف وبياض الشتاء» نتيجةً لزيادة ا لصرف الزراعي، وتحول لونها صيفاً للون الغامق، وشتاءً للون الفاتح بسبب الأمطار.[68] في 11 فبراير، 2019 اصدر وزير البيئة والمياه والزراعة السعودي، عبد الرحمن الفضلي، قراراً بتحويل بحيرة الأصفر إلى محمية طبيعية، وذلك للحفاظ على البحيرة كونها مكوناً طبيعياً من مكونات المحافظة.[69]

## السياحة الأثرية

### قصور وقلاع

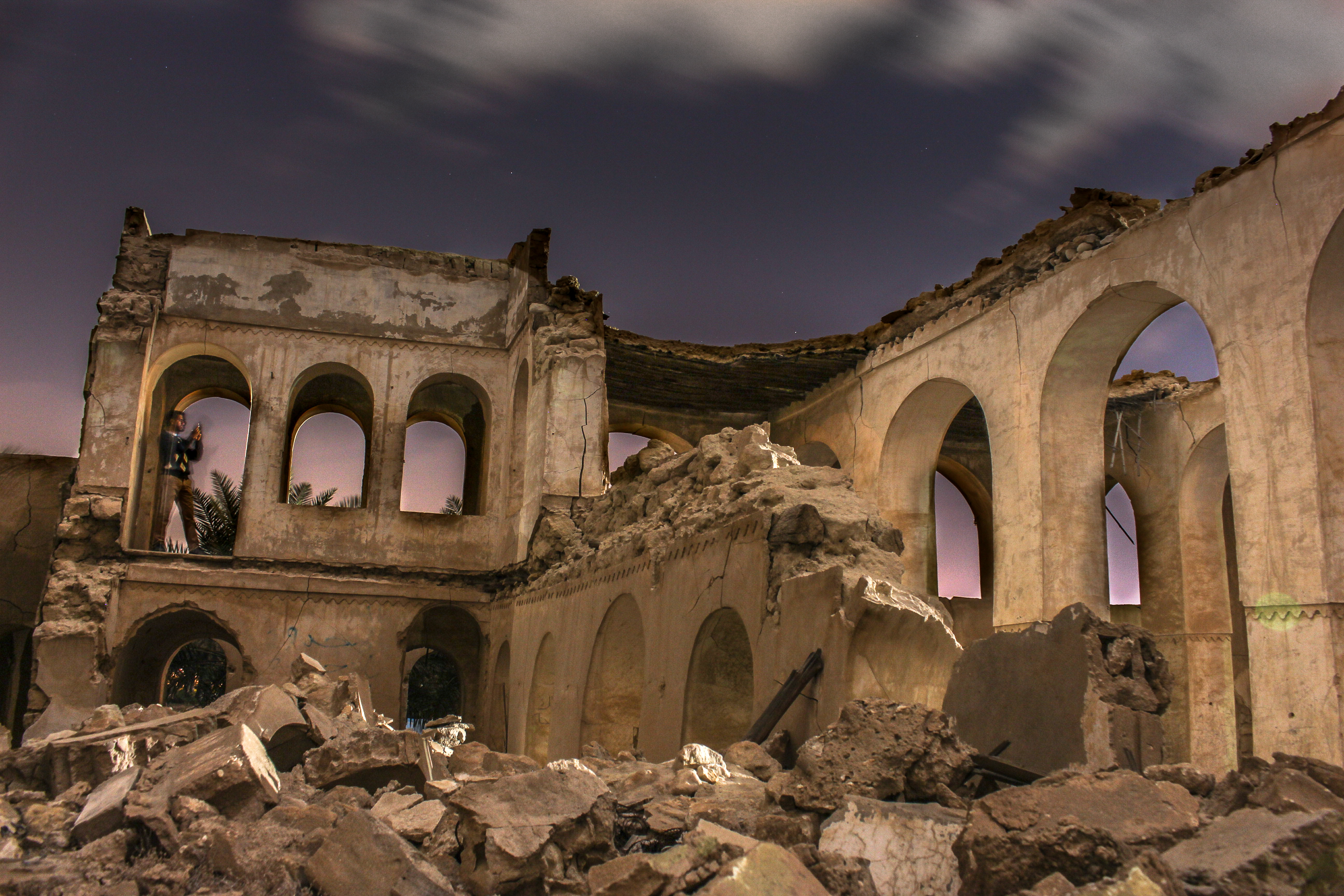
قصر الفاخرية للأمير عبد الله بن جلوي آل سعود

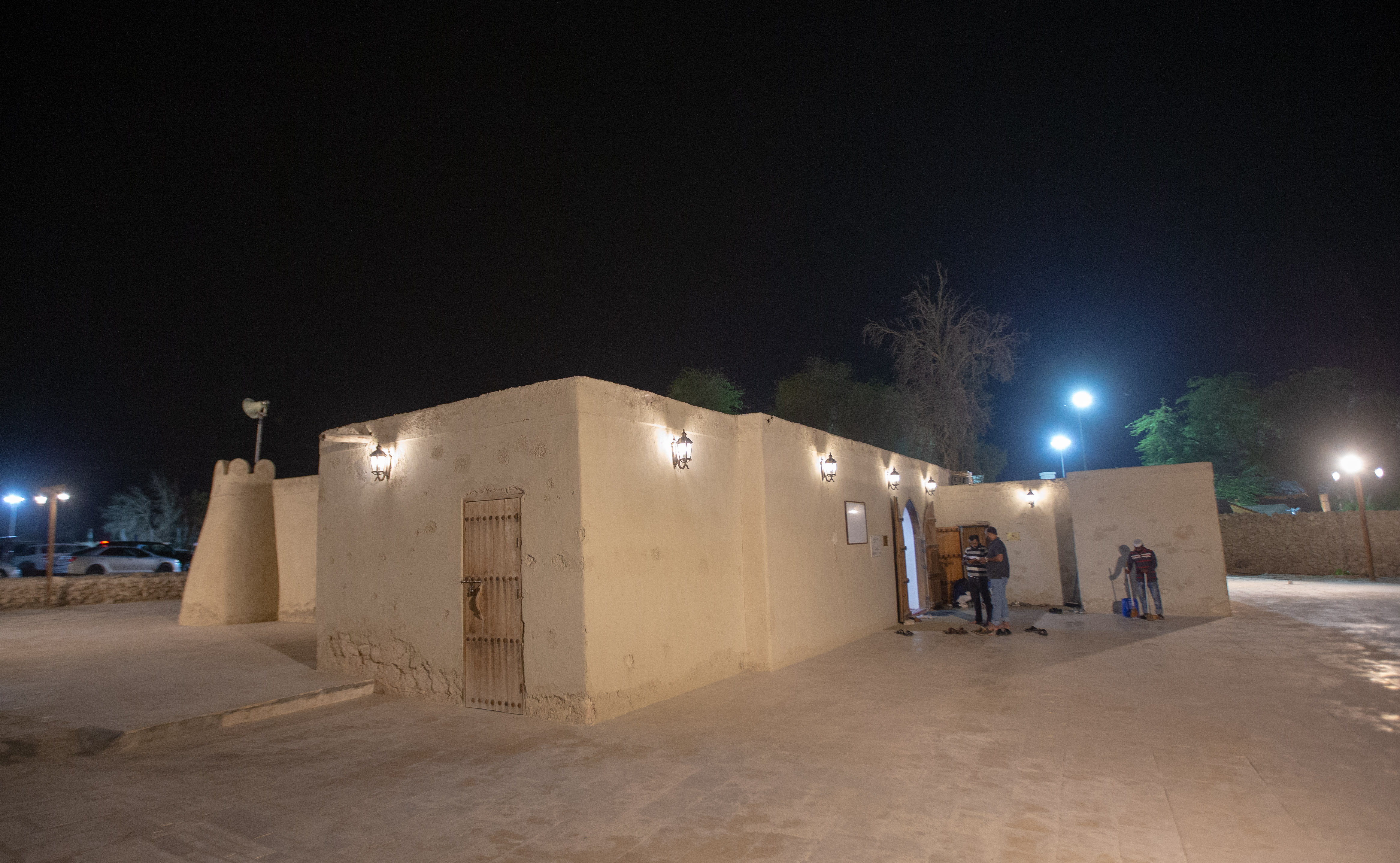
مسجد جواثى

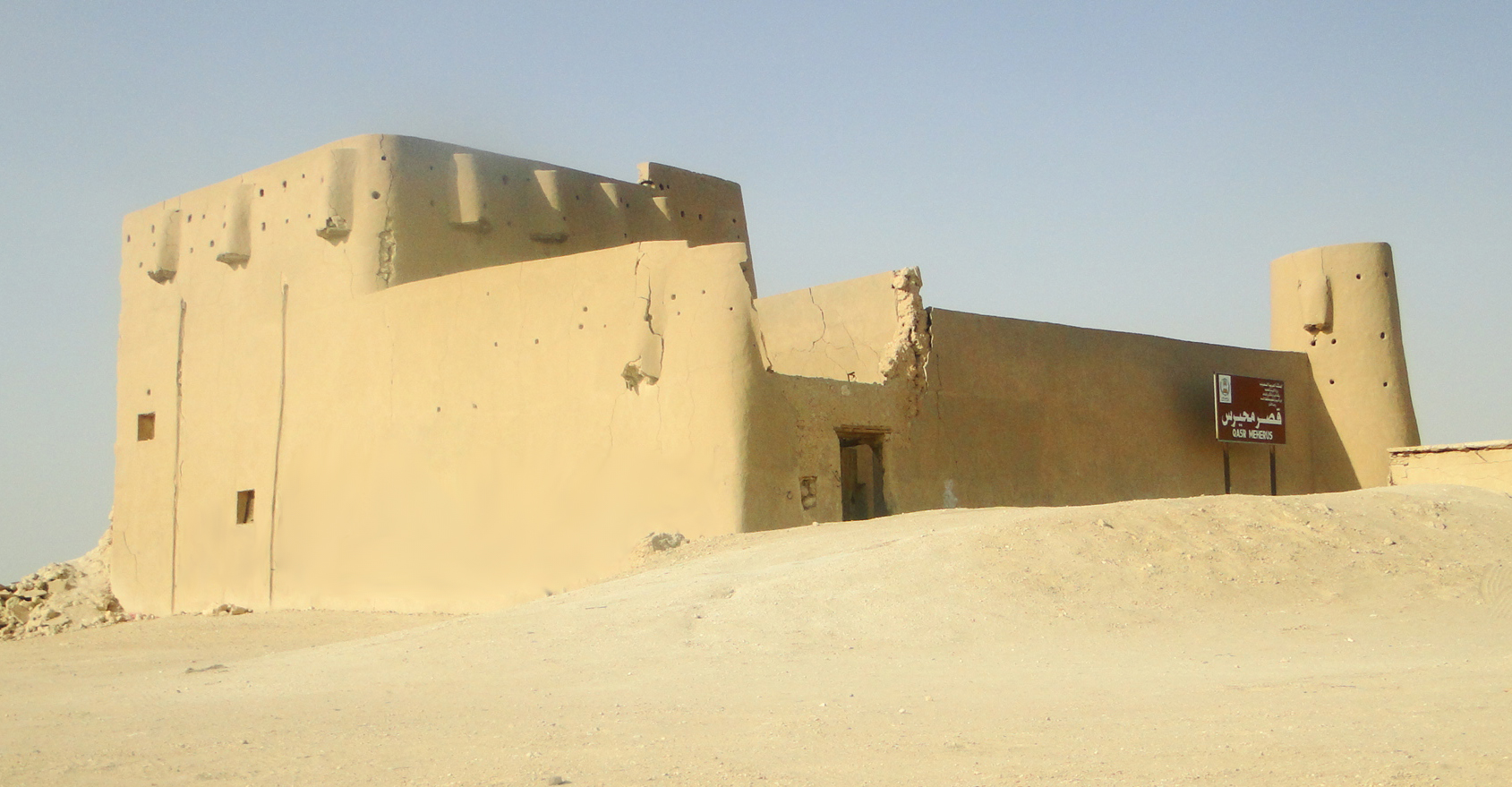
قصر محيرس

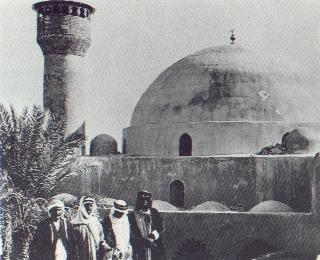
قصر إبراهيم

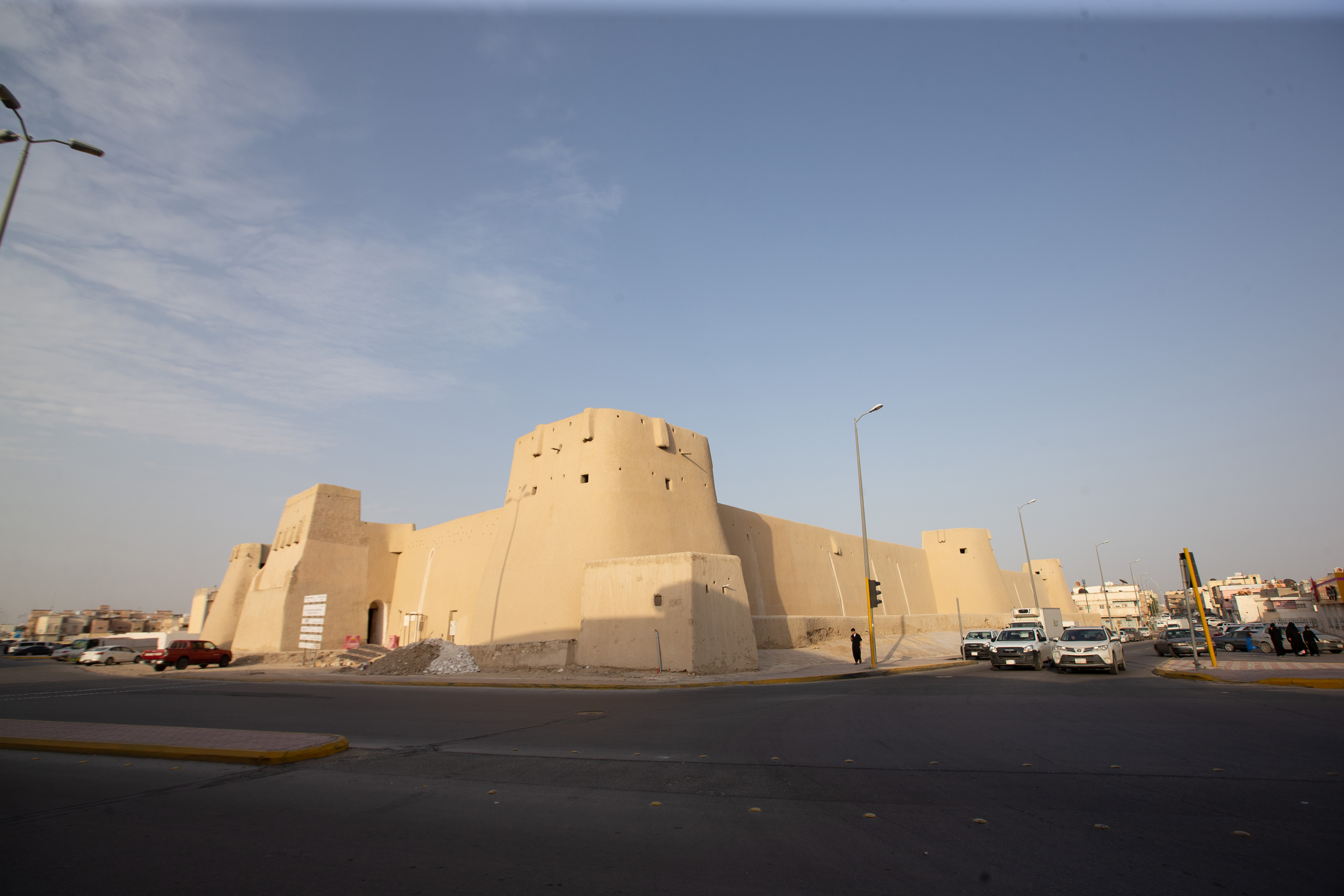
قصر صهود

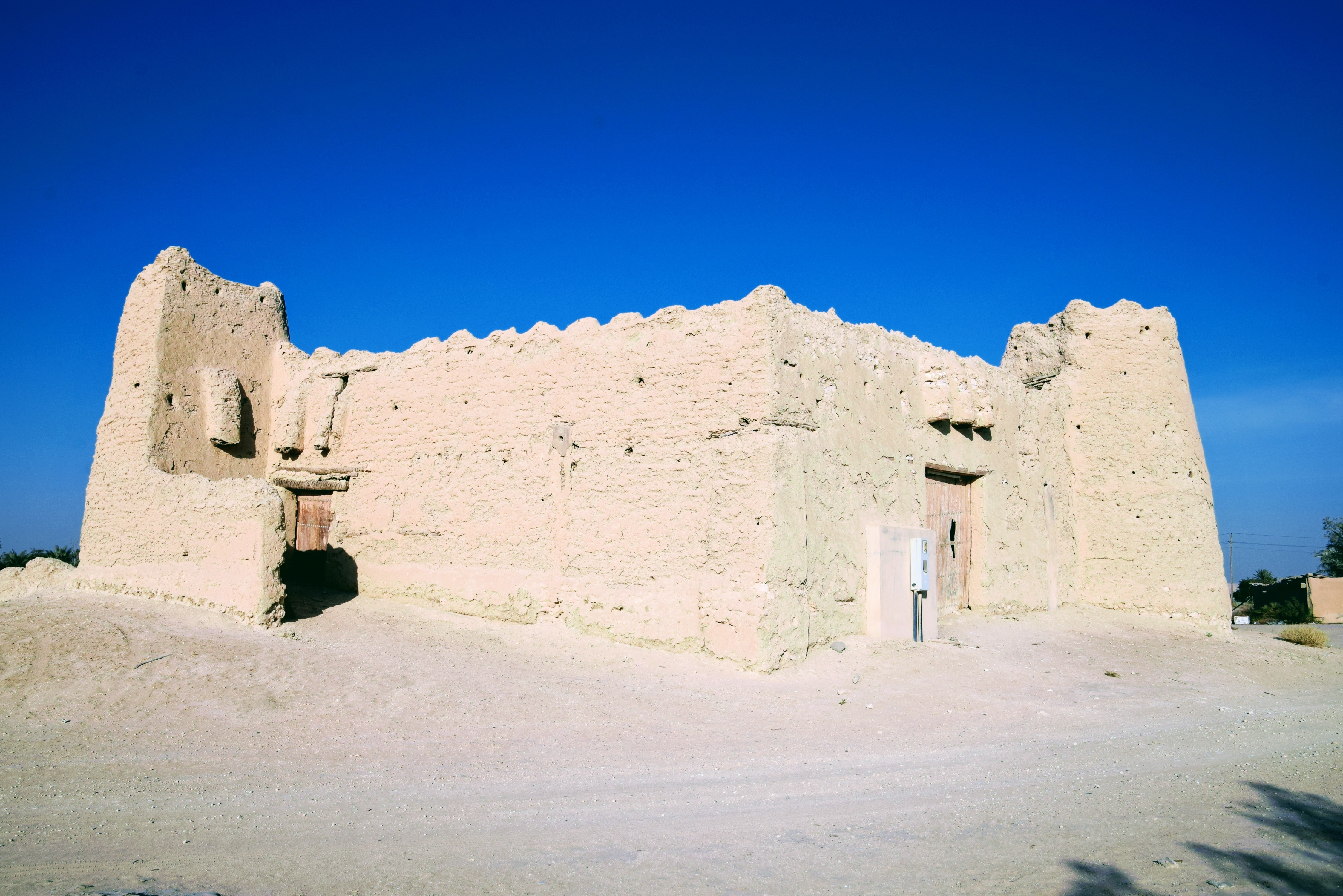
قصر الوزية

- قصر محيرس: يقع في شمال المبرز على أعلى تلة من المدينة وعلى بعد 14 كم شمال الهفوف، تم تشييده في عام 1794 في أوائل العهد السعودي، وهو عبارة عن قلعة حربية تضم برج للمراقبة.[70]
- قصر إبراهيم: يسمى أيضا قلعة إبراهيم نسبة إلى إبراهيم باشا القائد العثماني الذي حكم محافظة الأحساء آنذاك، ويقع القصر شمال مدينة الهفوف على مساحة 16500 م²، تم بناؤه في عام 1556م وكان المقر الرئيس لحامية الدولة العثمانية في الأحساء التابعة للبصرة آنذاك، تم الدمج في بنائه بين التصميمات المعمارية الخاصة بالمحافظة والتصاميم العثمانية والطراز العسكري، ونتج عن ذلك أسلوب معماري جديد ظهر في تصميم الأقواس والقباب والزخارف الموجودة بالقصر.[71] تم تطوير وترميم المنطقة المحيطة بالقصر لتصبح موقعا لإقامة الحفلات والمهرجانات تحت إشراف الهيئة العامة للسياحة والتراث وهو مفتوح للزوار من داخل وخارج المملكة.[72][73]
- قصر صاهود: يقع قصر صاهود في حي الحزم بمدينة المبرز على مساحة 1750 م²، تم بناؤه في عام 1800م للدفاع عن المدينة وحماية الأراضي الزراعية ومراقبة مخيمات البدو الموسمية.[74] وهو مبني من اللبن المجفف والطين وقوالب الخشب، ويضم ستة أبراج دائرية التصميم وأخرى مستطيلة الشكل مبنية فوق المدخل تستخدم للمراقبة،[75] ويحيط بالقصر جدار دفاعي منخفض وكان هذا الجدار محصن بخندق مائي موازي له، ويحتوي القصر على جدران داخلية وخارجية على مستوى المتراس زادت من تحصينه من ناحية التصميم وهو ما يميزه عن بقية الحصون والقلاع الموجودة في الأحساء، ويضم في داخله مسجد وغرف للجنود ومستودع وغرفة ضيافة وبئر لاستخراج الماء ومجلس للضيوف وإسطبلات. ويذكر أن سبب تسمية قصر صاهود بهذا الاسم نسبة إلى مدفع كان منصوبا داخل القصر يطلق عليه صاهود.[76] وقد شهد أعمال تأهيل وترميم في عام 1439هـ الموافق 2018م.[77]
- قصر العبيد: يقع القصر شمال مدينة الهفوف ويبرز محيطه عن أسوار المدينة وتحده خنادق من جهتيه الشمالية والغربية ويضم ستة أبراج للمراقبة، ويسمى أيضا بسجن العبيد وهو مجاور لقصر إبراهيم ولا يفصل بينهما سوى أسطبل مخصص للخيول، وقد تم هدم القصر في 1975.[78]
- قصر خزام: يقع في جنوب غرب مدينة الهفوف، ويعود تاريخ بناؤه إلى عام 1793 وتقدر أطول أسواره بـ 70×80 مترًا، وكانت الحاجة لبنائه ليشكل حامية عسكرية من مخيمات البادية التي تستقر في ذلك الموقع في مواسم محددة من كل عام، إذ يحضر البدو الرحل إلى الأحساء لشراء مستلزماتهم.[79] في رمضان 1438هـ الموافق مايو 2017 واففتحت هيئة السياحة السعودية، قصر خزام التاريخي للزوار بعد ترميمه.[80]
- قلعة بريمان: تقع قلعة بريمان على الطريق القديم للقوافل الذي يبدأ من مدينة الهفوف وينتهي بميناء العقير، وهي قلعة أمر ببنائها أحمد مدحت باشا أثناء وجوده في الأحساء؛ بهدف تأمين الشريان الرئيسي الواصل بين الأحساء وميناء العقير، وكان الطريق مخيفاً بسبب أنعدام الأمن فيه، ويعد اسوأ مكان يتعرض الناس فيه للسلب والنهب والقتل، مما أدى إلى تعطيل الطريق، وانقطاع سير القوافل التجارية بدون مصاحبة حماية عسكرية لها، لذلك قرر أحمد مدحت باشا أن أهم الواجبات أن يحظى الطريق باهتمام خاص وعناية فائقة، وتؤمن حمايهت وتجعله سالكاً وآمناً، فوضع ثلاثة مخافر للشرطة، واحدة في الميناء، والثاني في بريمان، والثالث في مدينة الجفر، وإنشأء أربعة أبراج للجيش على الطريق في كل من: برج سلامة، وبرج البصير، وبرج أم البوم، وبرج كنزان وتعد من الأماكن التي يستخرج الماء فيها بسهولة وبسرعة، وأن يُبراط فيها ما بين 10 إلى 20 فرداً من الجند لتأمين الطرق، وتقدر مساحة القلعة ب300 متر مربع تقريباً، وشيدت بالحجارة الجبلية، والقلعة تتميز ببناء شامخ، وفي زواياها الأربع ثلاثة أبراج مربعة الشكل. والبوابة من جهة الجنوب عرضها متر واحد، وارتفاعها متران، ولا يوجد عليها باب، وللقلعة ثلاثة أبراج، الأول يقع في الزاوية الشمالية الغربية، والبرج الثاني يقع في الزاوية الشمالية الشرقية، والثالث في الزاوية الجنوبية الشرقية، وهذه الأبراج منبسطة على شكل مربع، وبين كل برج وآخر يطل على القلعى توجد بينها غرف للاستراحة، وغطت الرمال أجزاء كثيرة من القلعة.[81]
- قلعة الوجاج: هي قلعة تاريخية، وفي عام 2014، وافق رئيس الهيئة العامة للسياحة والآثار سلطان بن سلمان بن عبد العزيز آل سعود على طلب أمانة الأحساء تسليمها موقع قلعة الوجاج، بعد رفع الأمانة طلب بذلك،[82] وذلك من أجل خطة لإنشاء حديقة المنيزلة، التي يتم تنفيذه على مساحة 14 ألف متر مربع، حيث تضم مرافق لتنزه، وألعاب أطفال، وملاعب للكرة الشباب، ومظلات للعائلات ومجسم بيت من الطين، وموقع للجري وممارسة الرياضة، ومسطحات خضراء، ويضم أشجار.[83] وفي عام 2015 زُيِدَت حجم حديقة المنيزلة إلى 18 ألف متر مربع، وبذلك أصبحت أكبر الحدائق في البلديات الشرقية، والإنتهاء من حفر بئر في حديقة المنيزلة، وإنشاء خزان مياه أرضي، لتجميع المياه لأغراض ري الزرعات، ومرافق الحديقة، والمنطقة المجاورة لها، والانتهاء من ملعب لكرة القدم مزروع بالشعب الصناعي، وملعب آخر لألعاب الصالات لكرة الطائرة وكرة السلة.[84]
- قصر المجصة: هو قصر أثري يقع في مدينة الطرف جنوب محافظة الأحساء شرق المملكة العربية السعودية، يعد القصر من البقايا المعمارية الهامّة في الأحساء، حيث يُمثّل بالمنطقة التابعة لها واحة خضراء من النخيل كانت عامرة حتى سنة 1390 هـ، وكان يزرع في هذه الواحة الفواكه والخضراوات بأنواعها وكان أول منتزه عرفه أهالي بلدة الطرف، وأصبح الآن مجرد أطلال.[85][86][87][88][89][90]
- قصر أبو جلال: هو قصر يقع في قرية الوزية في منطقة الأحساء في المملكة العربية السعودية، يعود تاريخ بنائه إلى الفترة العثمانية في القرن الثامن عشر أو القرن التاسع عشر. وسُجل هذا الموقع في قائمة اليونسكو للتراث العالمي في عام 2018، كجزء من واحة الأحساء.[91][92][93][94][95]
- قصر الوزية: قصر الوزية أو قلعة الوزية تقع شرق طريق بقيق الهفوف جنوب مدينة العيون، وقد هُجرت القلعة في ثلاثينيات القرن العشرين ثم أُعيد بناء جزء منها عام 1953، وهي عبارة عن قلعة صغيرة للرصد والمراقبة وطُورت حولها قرية الوزية.[96]
- قصر أجود بن زامل: قصر أجود بن زامل أو قلعة أجود بن زامل أو قصر ابن زامل هو أحد قصور محافظة الأحساء شرق المملكة العربية السعودية. كان القصر مقراً للدولة الجبرية في الأحساء في القرن الثامن الهجري. اندثر القصر وتهدم ولم تبقَ منه إلا أساساته الطينية.[97]
- قلعة قريدان: تقع القلعة على يمين طريق الاحساء، وهي قلعة منعزلة، وكان الغرض من انشائها أما حماية الطريق القديم المتجه إلى قطر، أو كنقطة رصد لمحاولات الاعتداء عل شرق الاحساء، وتعتبر إحدى القلاع الهامة التي كانت تشكل حزاماً أمنياً حول الاحساء.[98]
- قصر بنت قنيص: مثلت قلعة بنت قنيص حصنًا للدول السعودية المتتابعة. يقع القصر شمال قرية الكلابية، وتقع علي تل يكشف المنطقة، بنيت القلعة علي حوض ماء عذب، تحيط به واحة النخيل، وتتكون القصر من برجين أحدهما في الزاوية الجنوبية الغربية، والأخري في الزاوية الشمالية الشرقية، ويوجد بوابة واحدة للقصر، حيث ترتفهع الأبراج بطول حوالي 3 متر، والقصر مكون من دورين، يوجد في الدور العلوي علي مزاغل توضع فيها بنادق في وقت تعرض القلعة للهجوم، واما أبنيتها مكونه من الطين والجص.[99]
- قصر مرضية: قصر مرضية هو أحد القصور التاريخية التي سكنها الملك عبد العزيز آل سعود في محافظة الأحساء في المنطقة الشرقية في المملكة العربية السعودية.[100] يقع القصر في مزرعة مرضية في بلدة الفضول في الأحساء، حيث تقع المزرعة علي بعد 13 كيلومترًا شرقي الهفوف، وتقع أيضًا في الجنوب الشرقي من بجوار طريق الجفر.[101]
- قلعة خوينج: قلعة خوينج هو واحدة من القصور التاريخية الأثرية في مدينة العمران، في محافظة الأحساء في المملكة العربية السعودية.[102] وأن أهمية وسبب بناء هذا القصر هو لأن ميناء العقير يرتبط بـ واحة الأحساء بطريق تجاري بري قديم شيدت عليه عدة قلاع وآبار للمياه من أهمها أم الذر وشاطر وبريمان وخوينج وقد شيدت هذه القلاع لحماية القوافل التجارية وتزويدها بالمياه.[103]
- قصر الفاخرية: هو أحد قصور التاريخية التراثية في مدينة الهفوف في محافظة الأحساء في المملكة العربية السعودية. يقع هذا القصر في مزرعة الفاخرية يبعد سبعة كيلو مترات عن الهفوف على طريق الحليلة المتعرج وتبلغ مساحته الكلية خمسمائة وخمسين متراً مربع، ويتكون من طابقان، الطابق الأول يشمل المدخل وثلاثة أروقة، وصالة جلوس رئيسية، وحمام سباحة، ومطبخ، ومستودع للتمور، ويشمل الطابق الثاني صالة جلوس رئيسية وسطوح، والموقع هو مهمل حالياً وقد دعى أحد الأثاريين الدولة إلى الاهتمام به، ومعالجة الشروخ الموجوده فيه، وكان مقر لسكن أحد الإمراء واستقبال ضيوفه.[104]
- مسجد الجبري: هُو مسجد ومنطقة أثرية تاريخية يقع في حي الكوت في مدينة الهفوف في محافظة الأحساء شرق المملكة العربية السعودية. تعود فترة بناء المسجد إلى القرن التاسع الهجري وبالضبط سنة 880 هـ، حيث بناه سيف بن زامل بن حسين الجبري أمير الإمارة الجبرية في الأحساء آنذاك.[105]

### مساجد

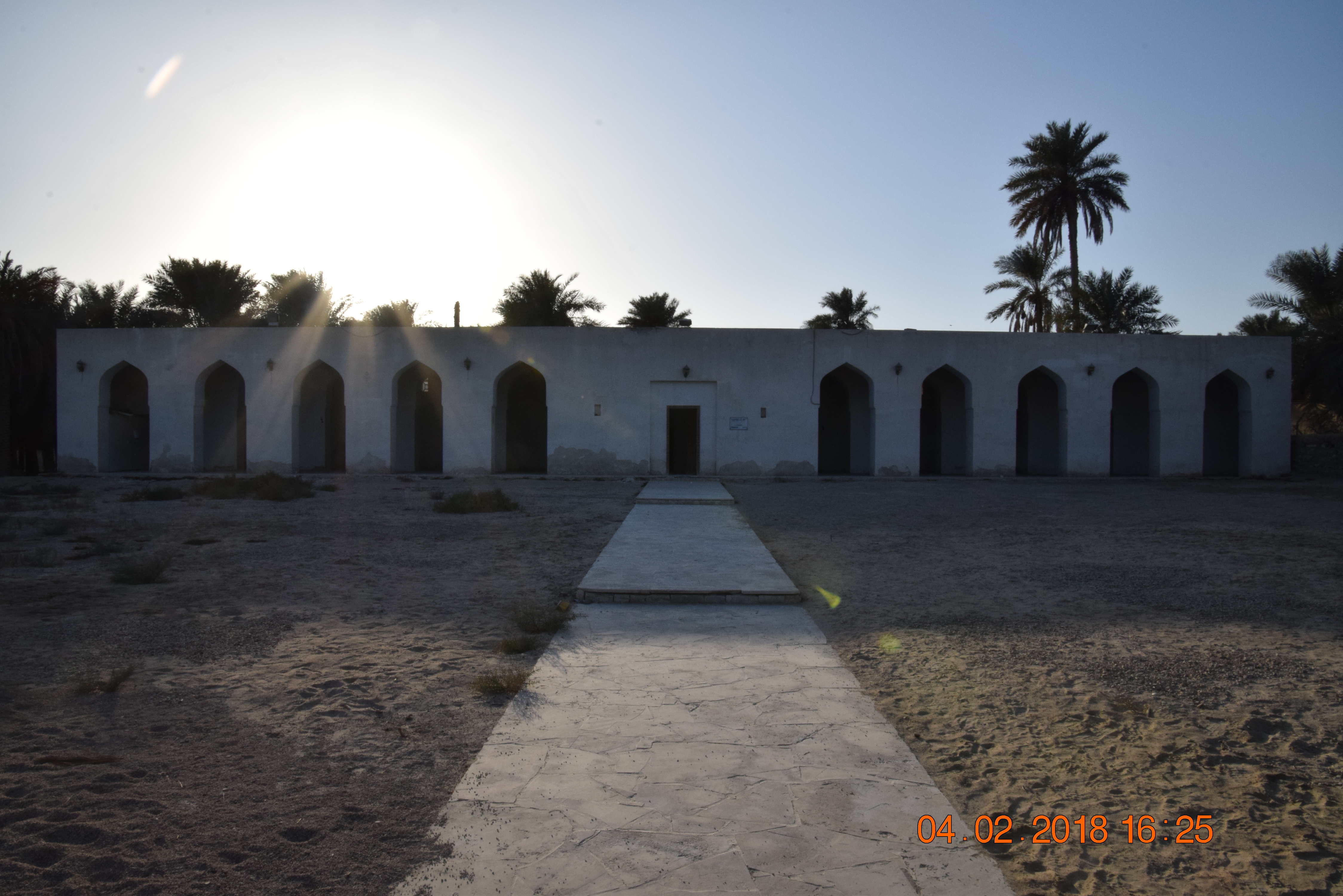
مسجد الجعلانية

- مسجد جواثى: يقع على بعد نحو 20 كم شمال شرق مدينة الهفوف، وما تزال قواعده قائمة إلى وقتنا الحالي، وترجع أهميته التاريخية في كونه ثاني مسجد أقيمت فيه صلاة الجمعة في الإسلام بعد مسجد رسول الله، قام ببنائه بنو عبد القيس الذين كانوا يسكنون الأحساء في تلك الفترة، وهو مذكور في الكثير من الكتب التاريخية، وممن ذكره الهمداني في وصفه جزيرة العرب. وبسبب زحف الرمال اختفت آثار المسجد في فترة من الزمن حيث اجتاحت الرمال القرية من ناحيتها الغربية وغطت معظم المنازل فيها، وفي عام 2009م أُعيد اكتشاف المسجد وترميمه على قواعده القديمة وفق الأسس العلمية لترميم المباني الأثرية.[106]
- مسجد الدبس: مسجد الدبس أو مسجد الفاتح هو مسجد يقع في وسط مدينة الهفوف، في محافظة الأحساء، في المملكة العربية السعودية، أسسه الوالي العثماني محمد فروخ باشا في عهد السلطان سليم القانوني.[107] كان ويعد مقصداً مهماً للعديد من طلبة العلم الذين يدرسون القرآن والفقه والحديث على المذهب الشافعي، ويعد ذا أهمية كبيرة للمصلين، ففي شهر رمضان يزدحم المسجد ازدحاماً كبيراً بالمصلين، خاصة في صلاة التراويح.[94]
- مسجد الجعلانية: يعود تاريخ إنشاء المسجد إلى القرن الخامس الهجري في الفترة مابين عامي 469 إلى 636هـ، في فترة حكم العيونيين، والذين شرعوا في بناء المسجد، بعد أن قضوا على القرامطة. وينسب المسجد إلى قرية البطالية وهي إحدى قرى الاحساء الهامة، وتنسب القرية إلى ابن بطال (مالك بن بطال بن مالك بن إبراهيم العيوني) أحد رجال العيونيين وأخو مؤسس الدولة العيونية عبد الله بن علي العيوني، ويسمى المسجد أيضا بالجعلانية نسبة لإحدى بنات الأمير عبد الله العيوني.[108]
- مسجد التهيمية الشرقي: مسجد التهيمية الشرقي أو مسجد قرية التهيمية الأول[109] أحد مساجد قرية التهيمية التي اشتهرت بكثرة مساجدها في عهدٍ ماضي، يعود تاريخ المسجد إلى العهد العثماني، يقع المسجد في قرية التهيمية التي تبعد عن مدينة الهفوف قرابة 12 كيلومتر، يحتوي المسجد على ثلاث أروقة وباحة خارجية.[110]
- مسجد التهيمية الغربي: سمي المسجد بالتهيمية نسبة إلى القرية التي يقع بها وهي قرية التهيمية شرق الأحساء، كانت القرية تُسمى بـ«التيمية» وقد كانت مقرًا للواء التيمية في عصر الدولة العثمانية.[111] اشتهرت التهيمية في القرنين الثامن والتاسع الهجري باسم «قرية الأربعين مسجد»، حيث كانت تضُم القرية ما مجموعه 40 مسجدا، إلا أنه لم يتبقى من هاته المساجد سوى 11 مسجدًا من ضمنهم مسجد التهيمية الغربي ومسجد التهيمية الشرقي ومسجد الرسول الأعظم ومسجد الزهراء ومسجد زين العابدين.[112]
- مسجد أبو بكر: يقع مسجد الشيخ أبو بكر وسط حي الكوت التاريخي في مدينة الهفوف بمحافظة الأحساء التابعة للمنطقة الشرقية في المملكة العربية السعودية، يبعد المسجد 200 متر شرق مقبرة الكوت، ونحو 390 متر جنوب غرب قصر إبراهيم.[113][114] يتميز موقع المسجد أنه يقع بجوار بيت الشيخ أبي بكر ومدارسه الشرعية التي كان يدرس فيها العلوم الشرعية واللغة العربية.[115]

### أخرى

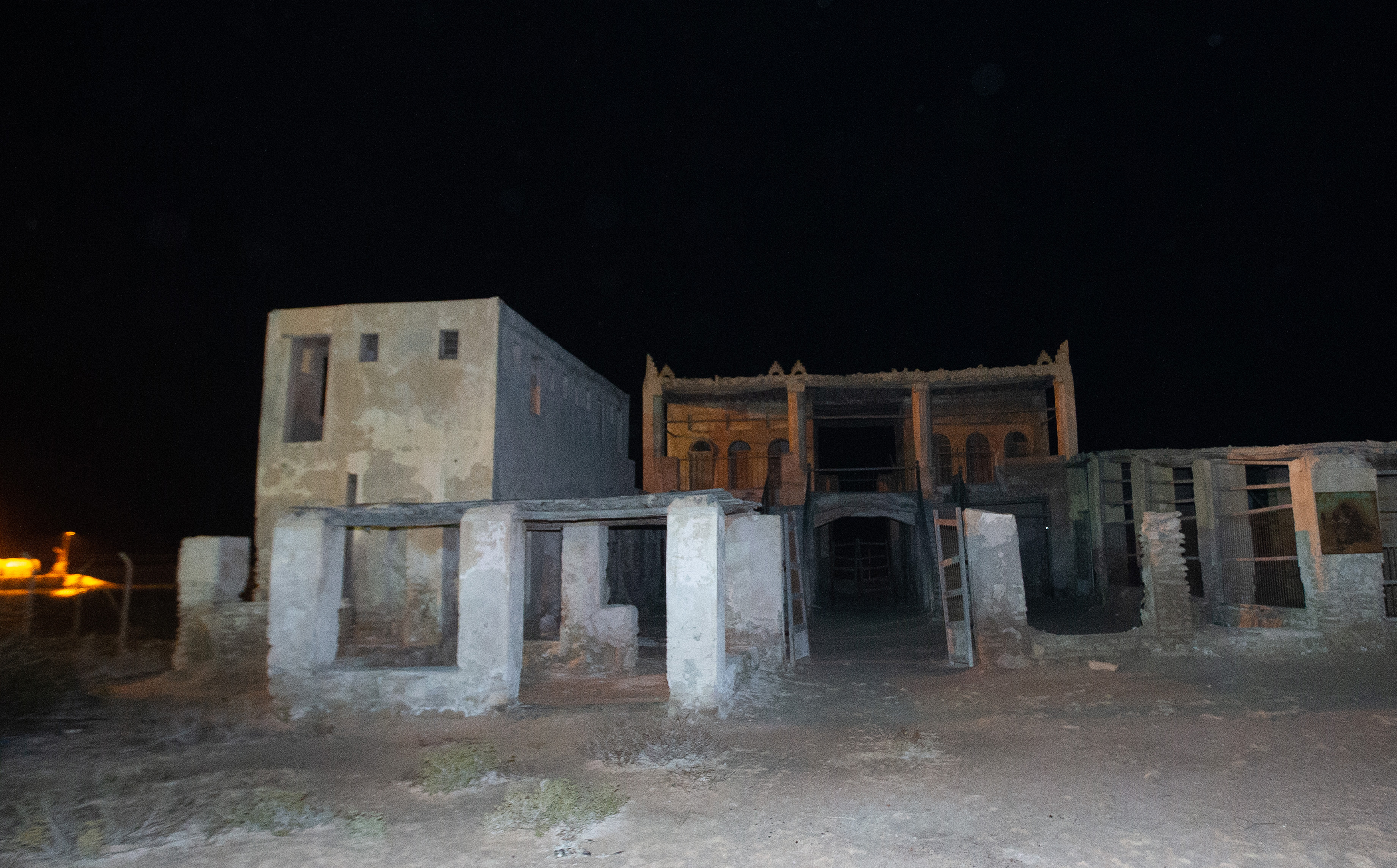
ميناء العقير

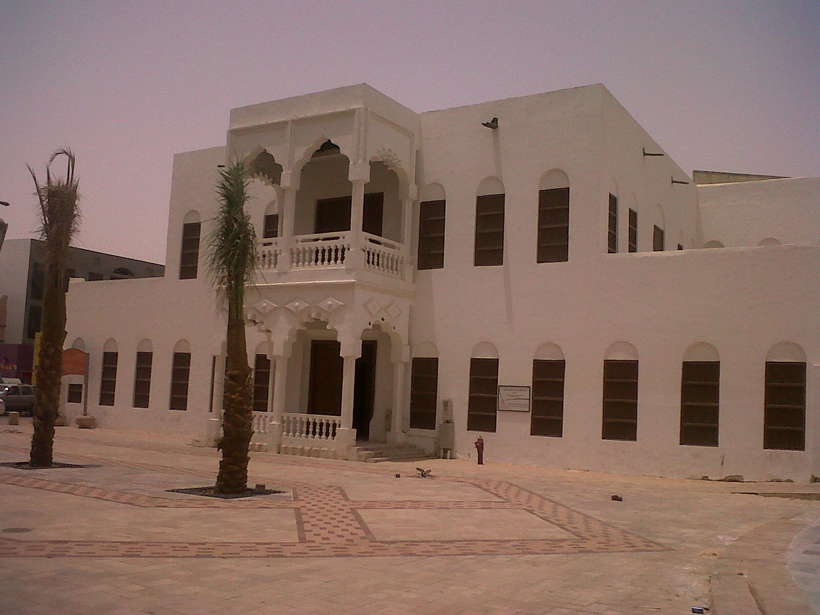
المدرسة الأميرية

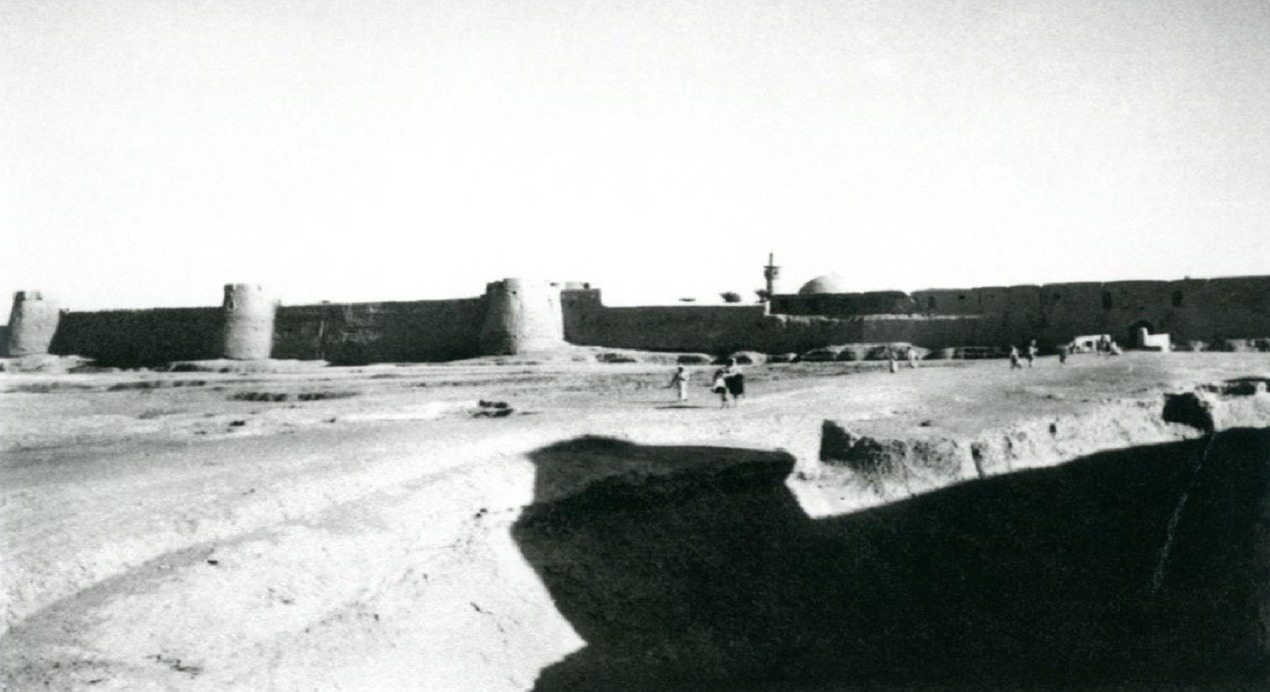
سور الكوت

- ميناء العقير: يقع على ساحل الخليج العربي على بعد 60 كم من مدينة الهفوف، وهو أحد الموانئ الهامة في عهد الدولة العثمانية، وكان له أثر سياسي وتجاري وعسكري وفكري كذلك في عهد الدولة السعودية، حيث كان مقرًا لعقد الاتفاقيات والمفاوضات ومقابلة الدبلوماسيين الأجانب وإجراء التحالفات مع القوى الدولية السياسية في المنطقة، ومنه ترد البضائع وتصدر من العاصمة الرياض وإليها، ووسط وشرق الجزيرة العربية، تراجعت أهمية العقير في عام 1377هـ /1957م بعد اكتشاف النفط وإنشاء ميناء الملك عبد العزيز في الدمام وخط السكة الحديدية، للبحث عن طرق أقرب لمصادر النفط لتسهيل نقله وما يحتاج إليه من مواد وتسهيل وصول العاملين فيه لمناطق العمل، وما تزال بعض آثار ميناء العقير موجودة حتى الآن حيث أصبح معلما أثريًا.[116]
- قرية الأحساء التراثية: قرية تراثية كانت عبارة عن مزرعة للسعودي حسن باقر الحسيني، وحولها لقرية تراثية تُعبر عن الأحساء القديمة، وتُعد محط جذب للأدباء والشعراء والباحثين عن التراث القديم.[117][118][119] وفي 20 رمضان، 1434هـ الموافق 30 يوليو، 2013، دُشِنَت توسعة القرية الأحسائية التراثية بالأحساء.[120]
- بيت البيعة: هو منزل تاريخي يقع في حي الكوت بمدينة الهفوف الأحسائية بالمملكة العربية السعودية. هو بيت عبد اللطيف بن عبد الرحمن الملا كبير أسرة آل الملا، ومنزل الذي شهد مبايعة أهل الأحساء للملك عبد العزيز وانضمامهم إلى الدولة السعودية في عام 1913.[121][122] تبلغ مساحته 705 أمتار مربعة، وتأسس 1203هـ/ 1789 م أو 1218 هـ من قبل عبد الرحمن بن عمر بن محمد الملا، الذي كان يشغل منصب قاضي الأحساء.[123] وهو أول بيت يدخله الملك عبدالعزيز إلى الأحساء في يوم 28 جمادى الأولى 1331/ 4 مايو 1913 أثناء معركة الأحساء.[124] ويعتبر منزل البيعة من أهم المعالم التاريخية السياسية في الأحساء فقامت بترميمه وكالة الآثار والمتاحف السعودية في سنوات 2005-07،[125] ومنذ ذلك التاريخ يحتفل الأحسائيون فيها اليوم الوطني للمملكة العربية السعودية وتم تحويله إلى متحف ويحتوي العديد من الغرف والمقتنيات والأدوات والمخطوطات والمحتويات الأثرية.[126] وفي أغسطس 2018 بدء مشروع لتأهيل بيت البيعة التاريخي بالأحساء.[127]
- المدرسة الأميرية: مدرسة الهفوف الأولى أو المدرسة الأميرية أو بيت الثقافة، هي مدرسة حكومية سعودية تقع بـمحافظة الأحساء في الهفوف، بدأ بناؤها عام 1937م وافتتحت رسمياً في فبراير، 1941م تحت رعاية سعود بن جلوي أمير الأحساء وقتها. المدرسة الأميرية هي أقدم مدرسة حكومية في السعودية وقد ارتبطت بتاريخ الملك عبد العزيز آل سعود وإنجازاته، فأسس المدرسة لتكون نقطة انطلاق التعليم في المنطقة الشرقية، تعلم في المدرسة العديد من المسؤولين من بينهم خالد الفيصل أمير مكة المكرمة الذي درس القرآن الكريم والسنتين الأولى والثانية الابتدائيتين في الأحساء، ووزير البترول علي النعيمي، ووزير العمل السابق غازي القصيبي.[128] يُذكر أنّ مدرسة الأميرية تخرّج منها أول دفعة بلغ عددها 70 طالباً سنة 1943م، ويغلب على تصميمها الطراز الإسلامي حيث شُيّد مدخل المدرسة الشرقي وفقًا لفن العمارة العربي الإسلامي، وهي ضمن المواقع السياحية والأثرية المدرجة في قائمة الهيئة العامة للسياحة والتراث الوطني بالأحساء.[128] وفي 25 محرم، 1434هـ الموافق 9 ديسمبر، 2012 دثشن بيت التراث الثقافي بالهفوف في المدرسة الأميرية.[129]
- سور الكوت: يعتبر سور الكوت أو حصن الكوت أحد المعالم الأثرية في محافظة الأحساء في المنطقة الشرقية، سمي بالكوت لأنه محاط بسور وخندق يفصله عن بقية المدينة. بُني السور في العهد العثماني كمقر إقامة الحامية العثمانية من أجل حفظ الأمن في المنطقة، وهو محصن من جهاته الأربعة، ويحتوي على عدد من الجوامع والمساجد، وقد أعادت أمانة الأحساء بناء سور حي الكوت بعد 50 عاماً من اختفائه.[130][130][131][132][133]
- تلال النصلة: تعد تلال النصلة من المواقع الأثرية، حيث توجد بها آثار بعض المنازل المدفونة بفعل الرمال، وبعض الأواني الفخارية.[134] تلة النصلة مستديرة الشكل قطرها 20 مترًا تقريبًا، وكانت تستخدم في أغراض حربية، وتستخدم كبرج للمراقبة في عهد الدولة العثمانية، ويوجد حصن مبني في قمة تلة النصلة من الطين، حيث يصعب الوصول إلي قمة التل.وتعتبر الهضبة أو التل مخيمًا لهواة التطعيس في فصل الربيع، وتعتبر مقصد للعائلات للزيارات.[135][136]
- مبنى الخان: يتألف مبنى الخان من مدخلان إحدهما يفتح في الواجهة الأمامية، والآخر يفتح في الواجهة الخلفية المطلة على البحر، وهو مبنى مستطيل الشكل طوله 124م×65م، يقع غرب الميناء وفي مقدمته مقصورتان رئيستان تتقدمان بشكل بارز على مستوى الواجهة، ويزيد أرتفاعهما عن ستة أمتار، وفي كل واجهة نافذتان مستطيلتان في أعلاهما نافذتان مربعتان الشكل للإضاءة، ونافذتان من كل جانب، ويبلغ مجموع عدد النوافذ ست نوافذ مستطيلة في أعلاها أقواس نصف دائرية مزينة بمثلثات زجاجية ذات تفرعات خشبية وخلفها قضبان حديدية، وسُقفت غُرف المبنى بالصندل والباسكيل والحصر، وغُطيت بالطين مما جعلها تبدو كغرف مراقبة، وعلى يمينها ويسارها أربعة أعمدة مربعة الشكل تحمل ثلاثة أروقة، ومستوى سقوفها العلوية على مستوى أرضية الغرفة العليا في المقصورة.[137]
- موقع الدور: الموقع عبارة عن تلال أثرية مطمورة، تحتوي على أساسات مباني متهدمة، وتم الكشف عن بعض المباني من بينها: مبنى تتوسطه ساحة ويرجح أن يكون سوقاً للموقع، كما كُشفت أمام السوق آثار لمسجد جامع، وهكذا يظهر من الموقع أنه قرية إسلامية عرفت باسم الدور، ويرجع تاريخها إلى الفترة (القرن التاسع إلى العاشر الهجري - الخامس عشر إلى السادس عشر الميلادي).[138][139][140]
- دوغة الغراش: تتميز دوغة الغراش بطبعه المعماري القديم، حيث يقع المنزل بين النخيل، والجبل، والماء، حيث يحتوي صناعة الفخار بأنوعها المختلفه، وتتم صناعة المقتنيات يدويًا. تعتبر دوغة الغراش معمل يتم فيه صناعة الأواني الفخارية يدوياً من الطين، ويتم فيه حرق الخزف.[141] وفي 25 رمضان، 1431هـ الموافق 4 سبتمبر، 2010 هيأ جهاز التنمية السياحية والآثار بالأحساء خمسة مواقع سياحية لتكون جميعها عناصر جاذبة للسياحة، ولتهيئتها، ومن ضمنها دوغة الغراش، ويشمل تأهيل السور الخارجي وتحسين أشكال الممرات وتهيئة صالة الاستقبال وتركيب بوابة خارجية للمدخل الرئيسي ذات طابع تراثي.[142]

## سياحة المتاحف

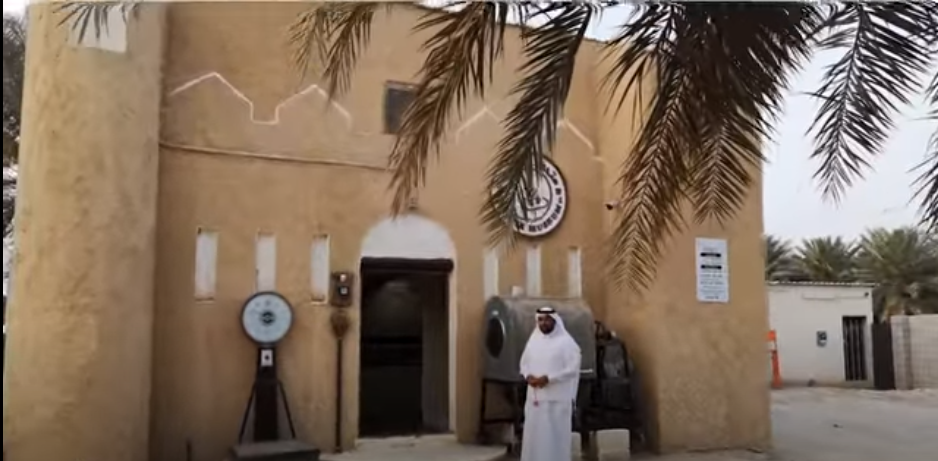
متحف القهوة في الأحساء

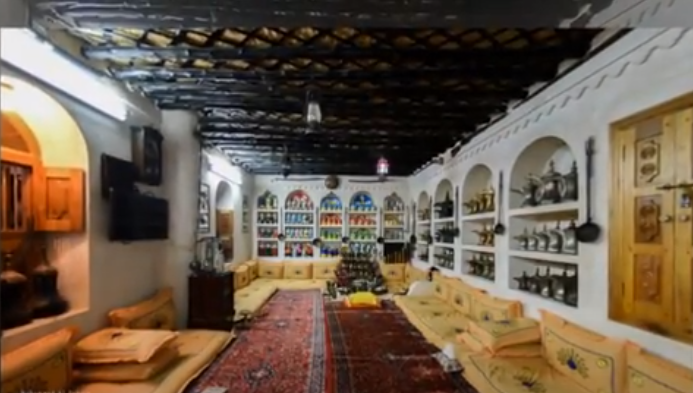
متحف الخليفة في الأحساء

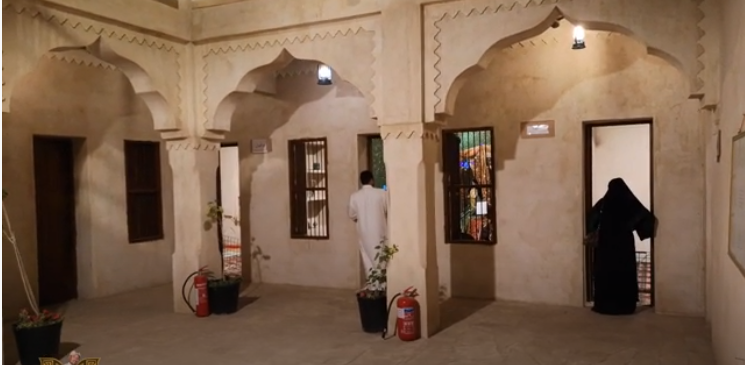
متحف عبد الرزاق العرب

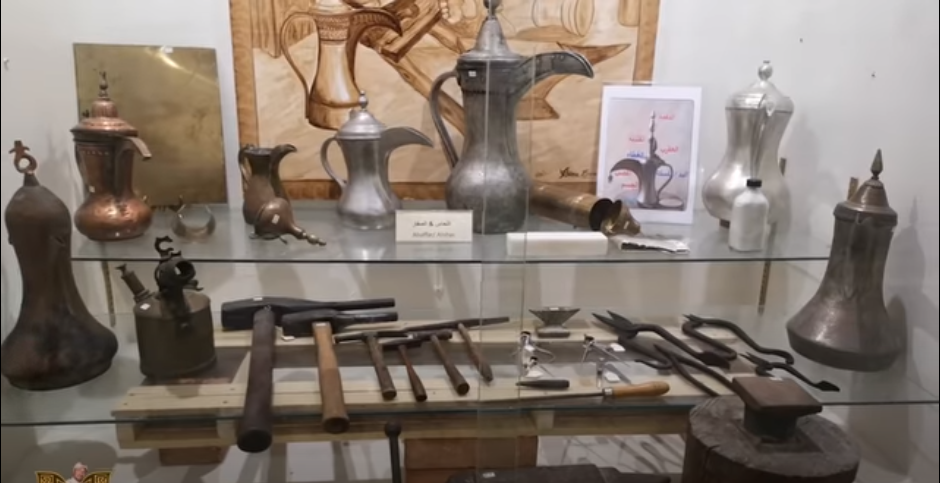
متحف القهوة في الأحساء

- متحف الأحساء: يهتم متحف الأحساء بإبراز المظهر الحضاري والتاريخي لمحافظة الأحساء، بني المتحف علي مساحة 7000 متر مربع، يحتوي المتحف علي قاعات للعروض المتحفية، ومعامل المساحة والرسم، ومعامل التصوير، ومعامل الترميم والمختبر، وقاعة الترميم والمختبر، وقاعة العرض التلفزيوني، والمكتبة. يوجد في قاعة العروض المتقدمة بعض الصالات مثل صالة المدخل التي تحتوي على لوحات توضح المواقع الأثرية بمحافظة الأحساء، وشبكة المتاحف بالسعودية، وصور فوتوغرافية، وقطع تراثية، وتشمل ايضًا قاعة العروض المتقدمة جناح ما قبل التاريخ، وجناح ما قبل الإسلام، وجناح الفترة الإسلامية، جناح توحيد السعودية.[143]
- متحف دار التراث: يتميز بتصميمه الذي يتخذ طراز البيت الأحسائي والمتحف مكون من طابقين، بني المتحف علي مساحة 600 متر مربع، ويحتوي 18 ركنًا تمثل الحرف، وأنواع المقتنيات. تشمل محتويات المتحف ركن لدار القرآن التي تحتوي على مصاحف مخطوطة، وركن دار العلم، وركن الأسلحة وأدوات الحروب، وركن ليوان العروس، وركن الطفل وأدوات الحضانة ولعب الأطفال، وركن الحفيز، وركن الضيافة والقهوة الشعبية، وركن أدوات المطبخ الأحسائي، وأركان الحرفيين كالحداد، والنجار، والصفار، والخياط، والمزين، وركن أدوات الفن الأصيل، وركن الخوصيات، وركن بائع الفوانيس، وركن مصلح الموازين.[144][145]
- متحف صالح عبد اللطيف الظفر: يشمل المتحف العديد من الأدوات والقطع التراثية، ويضم قسم خاص بأدوات الضيافة، وقسم لأدوات المتعلقة بالزراعة والري، ويضم العديد من الأسلحة، وقسم لأواني الطبخ، وقسم خاص بالملابس الرجالية، وقسم الأحذية القديمة، وقسم الملابس النسائية، والحلي، وأدوات الزينة، ويضم العديد من الأبواب والشبابيك القديمة بأنواعها، وقسم يضم بعض الأقفال القديمة. ويوجد داخل المتحف دكان صغير يضم العديد من مستلزمات وأحتياجات الإنسان قديماً.[146][147]
- متحف وليد الناجم: يحتوي متحف وليد الناجم على العديد من الأقسام مثل قسم أدوات الحرب، وقسم أدوات، وأواني القهوة، وقسم أواني الطبخ، وقسم الملابس الرجالية، والأحذية القديمة، والملابس النسائية والحلي، وأدوات الزينة، والأقفال القديمة، والنادرة، يضم عدد من الأواني الفخارية، وعدد من الأبواب، والشبابيك القديمة، ويحتوي المتحف علي دكان صغير يضم العديد من مستلزمات الإنسان قديماً، وأكشاك تضم أدوات الحرفيين من الصناع كالحداد، والنداف، وصائغ الذهب، والنجار، والحلاق، وطبيب الأسنان، والخياط.[148][149]
- متحف فيض الزمان: يتكون من قاعتان بينهما ممر، وعُرضت مقتنيات المتحف داخل القاعات وفي الممرات، يحتوي المتحف علي الملابس الرجالية، والنسائية، وأواني الطهي، والطعام، والشراب، وأواني القهوة، وأدوات الإضاءة، والمباخر، وأدوات الحرب وأدوات الزراعة والري، وبعض من الأدوات المدرسية والكتب والمخطوطات.[150]
- متحف كنوز الماضي: يتكون متحف كنوز الماضي من ثلاث قاعات تضم المجلس، والسوق الشعبي القديم، القاعات مقسمة إلي عدة اقسام منها البقالة، والحلاق، والمخبز، والحداد والنجار، والخراز، ويوجد أيضًا بعض الملابس، والحلي، والعملات، وبعض أنواع الطيور المحنطة، وبعض أنواع الدراجات النارية، وبعض أنواع السيارة قديمة. عرضت المقتنيات الاثرية مرتبة حسب الوظيفة والمادة ووضعت معروضات المتحف داخل دواليب، أو علي أرفف، واما القطع ذات الحجم الثقيل فعرضت على الأرض، وتم تعليق بعضها.[151]
- متحف عبد الرزاق العرب: يتكون متحف عبد الرزاق العرب من صالة في فناء السور الخارجي في مبني صاحبه، وممر يؤدي إلى ثلاث قاعات داخل منزل صاحبه، ويحتوي المتحف علي بعض أنواع الملابس، وأواني الطي، وأدوات القهوة، والمباخر، وأدوات الإضاءة، وبعض الأدوات المدرسية القديمة، وأدوات الري، والزراعة، وبعض أنواع الأسلحة. عرضت المقتنيات داخل المتحف بشكل منسق، حيث استخدم أسلوب العرض على الأرفف، وفترينات الألمونيوم، والتعليق، والسنادات الخشبية.[152]
- متحف البوعبيد: يتكون المتحف من قاعة واحدة تمثل السوق الشعبي القديم، مقسمة إلي عدة عدة أقسام منها البقالة، والحلاق، والمخبز، والحداد، والنجار، والخراز، ويشتمل علي بعض الملابس، والحلي، والعملات، وبعض الطيور المحنطة، وبعض الدراجات النارية. عرضت المقتنيات حسب الوظيفة والمادة حيث استخدم أسلوب العرض داخل الدواليب، أو على الأرفف، واما القطع ذات الحجم الثقيل، فعرضت على الأرض، وتم تعليق بعضها.[153]
- متحف النعاثل: يقع متحف النعاثل علي مساحة 180 مترًا مربعًا، قسم المتحف على خمسة أجزاء، يحتوي المتحف على مجموعة من القطع التراثية تشمل مجموعة أواني القهوة والضيافة العربية، ومجموعة الرحي الحجرية، ومجموعة المراوح الخوصية، ومجموعة المكاييل الخشبية، والأدوات الزراعية، وبعض أدوات الإضاءة، ويشمل المتحف العملات، والنقود، والمخطوطات، والخرائط، والصور القديمة، ومكائن الخياطة. عرضت مقتنيات داخل الغرف، وفي الممرات التي تقع بين الغرف.[154]
- متحف الخليفة: يقع متحف الخليفة علي مساحة 200 مترًا مربعًا، ويحتوي المتحف علي مجموعة علي من القطع التراثية، قام مالك المتحف بإنشاء سوق صغير داخل المتحف عبارة عن مجموعة من الدكاكين، وجعل الخليفة لكل دكان لحرفة معينة، وأضاف إليه الأدوات والآلات الخاصة بكل حرفة، وتخصيص قاعات لكل مجموعة، كقاعة الأسلحة، وأدوات القهوة، وأواني الطبخ، وأدوات الزراعة، وبعض الملابس والحلي النسائية، وبعض أدوات ووسائل التعليم.[155]
- متحف إبراهيم الذرمان: يتكون متحف إبراهيم الذرمان سبعة أقسام منها مجلس الرجال ويضم قاعة مجلس الرجال أدوات الضيافة، والأسلحة التقليدية مثل السيوف والبنادق. وقاعة المقتنيات الثمينة وتشمل القرآن، ومخطوطات منذ عام 1171 هـ، وحلي نسائية، وكتب دراسية قديمة. ويضم المتحف أيضًا قاعة للبيت الأحسائي القديم، وأدوات الفلاح، وقاعة لأدوات الضيافة الخاصة بالحفلات، وقاعة للأجهزة القديمة، وقاعة لغرفة العروسين ومستلزماتها، وقاعة الدكان، والمطبخ، وقاعة المخطوطات، وقاعة المقتنيات الصغيرة، ويشمل المتحف بعض الأواني المنزلية، والعملات، والصور، وبعض الألات الموسيقية، والملابس، والأواني الفخرية.[156][157][158]
- متحف عبد اللطيف النعيم: يضم متحف عبد اللطيف النعيم العديد من المؤلفات التراثية القديمة المهتمة بالتاريخ والثقافة والتراث في السعودية،[158] ويوجد في المتحف العديد من الصور، والكتب القديمة والحديثة، وموسوعات تراثية عن السعودية، ومؤلفات تربوية، ولقاءات صحفي، واستطاع حفظ محتويات المتحف، وتنظيمها في سجلات، وحافظات خاصة، حسب مقاسات صفحات الكتب حفاظاً عليها من التلف، والعدد الأول من صحيفتي الجزيرة والمسائية وحفظهم في حافظة خاصة لتفادي تلفها،[159] والمسكوكات الهامة والصناعات اليدوية،[160] وسجلات لبعض المواقع الاثرية، إضافة إلى القطع الاثرية المتواجدة في المتحف.[161]
- متحف صالح الظفر الكشفي: ويُعتبر متحف صالح الظفر الكشفي المتخصص في مجال الكشافة على مستوى السعودية، يضم المتحف أكثر من 20 ألف قطعة كشفية، ويحتوي المتحف على العديد من الأركان التي قسمت إلي ما يمثل الحياة الكشفية، وأبرز نشاطاتها، ورحلاتها، ومعسكراتها، وأبرز قياداتها والمؤسسين والرواد من قدامى الكشافين في السعودية، ويحتوي على ركن خاص بالأعمال الريادية وفنون الحبال الكشفية.[162]
- متحف الناصر: يحتوي متحف الناصر عدة أقسام مثل قسم الفن القديم وأخبار الفن، وقسم الوثائق الرسمية، وقسم الصور الفتوغرافية القديمة، وقسم الفخريات القديمة، وقسم الأواني القديمة، وقسم المقتنيات. ويشمل المتحف علي بعض المجلات القديمة، ويحتوي علي مقتنيات الغوص القديمة، وأدوات الكشف عن اللؤلؤ، والمحاجر، وأدوات لصيد السمك، ويعرض أدوات خاصة بالحدادين، والصافرين، وأدوات الطبخ، وبعض المقتنيات القديمة من الفوانيس، والتريك، والمقلاة، والهاون، والمسلة، والنجر، والمنفاخ، والإبريق، والسقا، والطباخة، وأنواع الدلال، والتليفونات القديمة، وبعض أنواع البسكويتات، والحلويات، والعصاير القديمة.[163]
- متحف القليبات: يحتوي متحف القليبات علي عدد من القطع الأثرية،[164] ويشمل المتحف عدد 3 ساعات أثرية لملوك السعودية، ساعة لملك عبد العزيز آل سعود التي تحمل صورته منحوته ومذهبه ومكتوب عليها (المملكة العربية السعودية عبد العزيز)، وساعة لملك فيصل بن عبد العزيز آل سعود ومكتوب عليها (فيصل وشعار السعودية سيفين ونخله)، والساعة الثالثة لملك سعود بن عبد العزيز آل سعود وتحمل صورته. حصل مالك المتحف علي الساعات من والده محمد بن أحمد الموسى عندما أهديت له عندما كان مديرعام علي أموال الدولة في عام 1366 هـ.[165]
- متحف القهوة: يشمل متحف القهوة علي قطع تراثية في الفترة بين القرن الخامس إلي القرن الواحد والعشرين، ويحتوي المتحف علي أنواع من الدلال، والمطاحن، وبعض أشجار القهوة، وعينات من القهوة الأوروبية، والأمريكية، والأفريقية، والأسيوية، كما يحتوي علي قصة أكتشاف القهوة بعدة لغات، حيث تجاوز عدد القطع الاثرية في المتحف 700 قطعة،[166] يُعتير متحف القهوة بالأحساء هو المتحف الوحيد المتخصص بالقهوة في السعودية، كما يوثق يوثق المتحف دور ميناء العقير في الأحساء في استيراد القهوة، وتخزينها، وتصديرها إلي دول الخليج، بواسطة مجموعة من الوثائق التاريخية.[167]
- متحف الطيبين: يسلط متحف الطيبين الضوء على الحياة بين فترة السبعينات وحتى نهاية التسعينات، يشمل المتحف علي 10 ألف قطعة أثرية، تشمل عدد مأكولات، ومشروبات، والأجهزة، والألعاب.[168] يوجد أيضًا في المتحف علب الصودا، وتغليف السكاكر من القرن الماضي، وخزانات لحفظ آلات أجهزة الستيريو والكاميرات، وشخصيات الأطفال مثل شخصيات شارع السمسم، وحرب النجوم، وأبطال مارفل كومكس.[169] ويضم المتحف أيضًا مكتبة لبرامج الأفلام الكرتونية الكلاسيكية، وجود دكان قديم يبيع الحلويات الكلاسيكية، ويوجد أيضًا في المتحف كرسي لملك عبد العزيز آل سعود.[170][171]

## السياحة الترفيهية

### الحدائق والمنتزهات

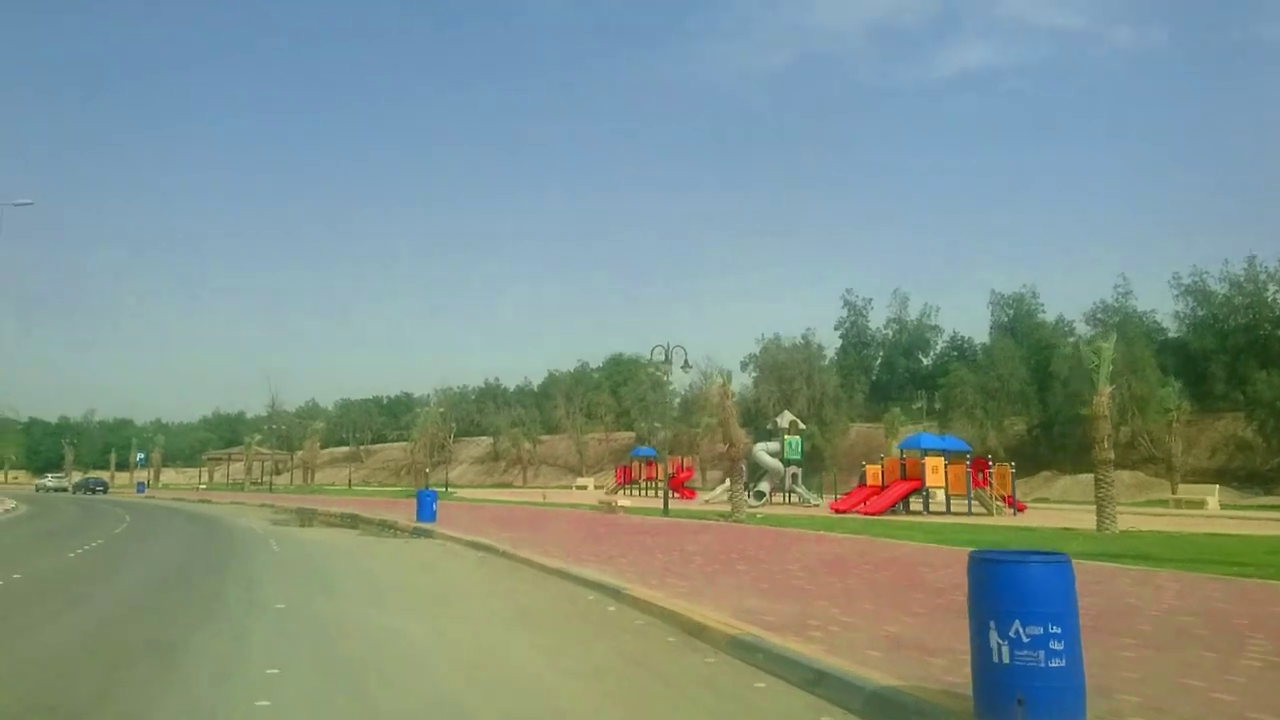
منتزه الأحساء الوطني

- منتزه الأحساء الوطني: هو منتزهٌ وطني يقعُ في مدينة العمران شرق المملكة العربية السعودية. أُنشئ بدايةً في عام 1962 ضمن مشروع لصد زحف رمال الصحراء على المنطقة، وبعد نمو أشجاره بشكلٍ كثيفٍ حُوِّل إلى مقصدٍ سياحي تصلُ مساحته إلى 4500 هكتار تتوزَّعُ بين الحدائق وبرك السباحة وملاعب الأطفال ومضمار للخيول وآخر للدراجات. يُشكّل المنتزه واجهةً سياحيةً للزائرين له من خارج وداخل المملكة ويُعتبر ضمن المعالم الأثرية المميزة لأهالي العمران قاطبة.[172][173]
- منتزه الملك عبد الله: هو منتزه عام يقع في مخطط جنوب الهفوف بمساحة تبلغ 450.000 م2،[174] ويقع على الطريق الدائري الداخلي للهفوف والمبرز، يعتبر هذا المنتزه من أكبر المنتزهات في المنطقة الشرقية، ويأتي ضمن سلسة الإنشاءات الخدمية التي تسعى أمانة الأحساء إلى تأمينها لمواطني وزوار المنطقة.[175] يضمُّ منتزه الملك عبد الله البيئي العديد من المرافق منها نافورة تفاعلية تعد الأكبر على مستوى العالم[176][177] ووسائل ترفيه من ملاعب الأطفال وجزيرة مائية وسط البحيرة بطول 700 متر وعرض 40 متر، كما يحتوي المنتزه عدداً من المواقع المختلفة كمجمعات ألعاب الأطفال ومرافق مساندة وكذلك قرية تراثية تضم مجموعة من المباني التراثية القديمة تصور واقع الأحساء في العام 1350هـ مكانيًا وزمانيًا.[178] وشهدت محافظة الأحساء تسجيل النافورة التفاعلية لمتنزه الملك عبد الله البيئي بموسوعة الأرقام القياسية العالمية غينيس، بحضور ممثلي الموسوعة بعد التنسيق معهم من قبل أمانة الأحساء، وكانت الدعوة عامة للجميع.[179][180][181][182][183]
- مدينة جواثا السياحية: هي مدينة سياحية تبلغ مساحتها حوالي مليوني متر مربع، وتضم بحيرة يتجاوز مسطحها 15 متراً مربعاً، مصممة بشكل حديث ومزودة بإضاءة حديثة، وتتفرع منها مجموعة من الجداول، وكذلك مسطحات خضراء، وألعاب للأطفال، إضافة إلى المطاعم والمقاهي المتنوعة، والأكشاك المختلفة. وتضم سوق هجر التراثي، ومساحات لإقامة الفعاليات الحية والتراثية والثقافية، وأيضاً الأنشطة والألعاب الرياضية المتنوعة، ومراكز للرياضات المتنوعة مثل الطيران الشراعي، وركوب القوارب، بالإضافة لمساحات للتخييم الشتوي تحت الإنشاء.[184][185]
- حديقة المنيزلة: في عام 2014، وضع أمين الأحساء المهندس عادل بن محمد الملحم، حجر الأساس لمشروع حديقة المنيزلة التي تبلغ مساحتها 14 ألف متر مربع، وتضم بيتاَ تراثياً من الطين ومرافق التنزه وألعاب الأطفال وملاعب الكرة للشباب، بجانب المرافق الأخرى المساندة. ويتضمن المشروع تخصيص مواقع لألعاب الأطفال، ومظلات للعائلات، موقع لملاعب الشباب، مضمار مشاة، مجسم بيت «تراثي» من الطين، موقع للجري وممارسة الرياضة، زراعة مسطحات خضراء وأشجار وشجيرات وزهور.[186][187][188][189] وفي عام 2015، صرح عضو المجلس البلدي مشرف الدائرة الخامسة في الأحساء علي بن حجي السلطان عن زيادة مساحة حديقة بلدة المنيزلة الجديدة، بهدف توسعتها لإقامة منشآت مستقبلية فيها، وغَافة قطعة الأرض الملاصقة لها من الجهة الجنوبية والتي تصل مساحتها إلى 5 آلاف متر مربع، لتضاف إلى مساحتها القائمة التي تبلغ 13 ألف متر مربع، وبذلك تكون أكبر حديقة على مستوى البلدات الشرقية، وأنه تم الإنتهاء من حفر بئر في الحديقة وإنشاء خزان مياه أرضي لتجميع المياه لأغراض ري المزروعات ومرافق الحديقة والمنطقة المحيطة بها، مضيفاً أن الحديقة تحتوي على ملعب لكرة القدم زُرع بالشعب الصناعي، وملعب آخر لكرتي الطائرة والسلة، وانشاء مضمار مشي داخل أسوار الحديقة، وستستحدث كافتريا تطل على الطريق الموازي للحديقة مباشرة.[190]
- حديقة الطرف النموذجية: هي حديقة للحيوانات، تشمل الحديقة العديد من الحيوانات مثل الحيونات المفترسة كالأسد، والنمر، والأليفة مثل الزرافة، والماعز الجبلي، والغزلان، والطيور الجارحة مثل الصقر، والنسر، والداجنة مثل البجع، والحمام، والبط، كما يوجد بيت للزواحف، ويعيش في الحديقة التمساح والثعابين. وتضم الحديقة بعض ألعاب الأطفال، كما يوجد في الحديقة أيضًا القطط والكلاب، والقردة، والنعام، والببغاوات، والاوز، والأرانب.[191] كما تعد الحديقة من معالم الأحساء السياحية.[192]
- حديقة محاسن: تعد الحديقة من معالم الأحساء السياحية، وتعتبر من أقدم الحدائق في الأحساء، والحديقة ملك أمانة الأحساء، وتتميز الحديقة بالهدوء بعيداً عن صخب المدينة، وتعطي فرصة من أجل الاسترخاء فيها.[193][194] وتُعد أبرز حدائق الأحساء.[195] وتتميز حديقة محاسن بالمساحات الخضراء، والأشجار وخاصةً أشجار النخيل،[39] كما تتميز بعض العناصر الترفهية مثل مسار الجري والمشي، وأماكن للجلوس، ومطاعم، وأماكن مخصصه للرياضة.[48]

### المهرجانات
- مهرجان حسانا فلة: هو مهرجان يشمل فعاليات ونشاطات تساهم في إتاحة الفرص للأسر وأفراد المجتمع في قضاء وقت ممتع، وقد حظي بزيارات لممثلي جهات حكومية وشركات رفيعة ومؤسسات خيرية من داخل وخارج الأحساء وشخصيات مرموقة من جنسيات عربية وأجنبية.[196]
- مهرجان ويا التمر احلى: تنبق فكرة هذا المهرجان للعودة بالأحساء إلى موقع الريادة التاريخي للتمور، ولما للنخلة التي تثمر التمر من ارتباط وثيق بمجتمع الأحساء ولحجم المنطقة الكبير من التمور، وكذلك لتسويق وتصنيع تمور الأحساء.[197][198]
- مهرجان الأحساء المبدعة: مهرجان الأحساء المبدعة للحرف اليدوية والفنون الشعبية، هو مهرجان سنوي تنظمه أمانة الأحساء في قلعة أمانة الأحساء التراتية[199] بالتعاون مع غرفة الأحساء والهيئة العامة للسياحة والتراث الوطني.[200] أطلق في سنة 2017، ويحرص أن يتزامن تنظيمه مع إجازة منتصف الفصل الدراسي الثاني في السعودية.[201] يحضره أكثر من 1500 زائر يوميًا[202] ويجتذب الحرفيين الشباب والفنانين المحليين ويعرض أكثر من 40 حرفة تقليدية من منطقة الأحساء[156] وتقام فيه أولوان الفنون الشعبية والفلكلورات المتنوعة التي عرفت عن الأحساء، (العرضة الحساوية، والفريسة، والعاشوري، والمجيلسي، والليوه، ودق الحب).[39] وجاء المهرجان تتويجًا لإنظمام الأحساء لشبكة المدن المبدعة التابعة لليونيسكو.[201]
- مهرجان الأحساء للأفلام الاجتماعية القصيرة: هو مهرجان نظتمه جمعية الثقافة والفنون بالأحساء، بالتعاون مع غرفة الأحساء، في مقر الجمعية بالمكتبة العامة بالمحافظة، في 26 رجب، 1439هـ الموافق 11 إبريل، 2018 وتضمن 425 مشاركة، تنوعت ما بين 100 سيناريون، و60 فيلماً، وأقيم لمدة ثلاثة أيام.[203]
- مهرجان سفاري الأحساء: هو مهرجان، أقيم بمدينة جواثا بالشراكة الحكومية بين محافظة الأحساء وأمانة الأحساء، ومكتب وزارة البيئة والمياه والزراعة بالأحساء، والمؤسسة العامي للري، واستمر لمدة 16 يوماً بحضور وكيل محافظة الأحساء معاذ بن إبراهيم الجعفري.[204]

### الأسواق

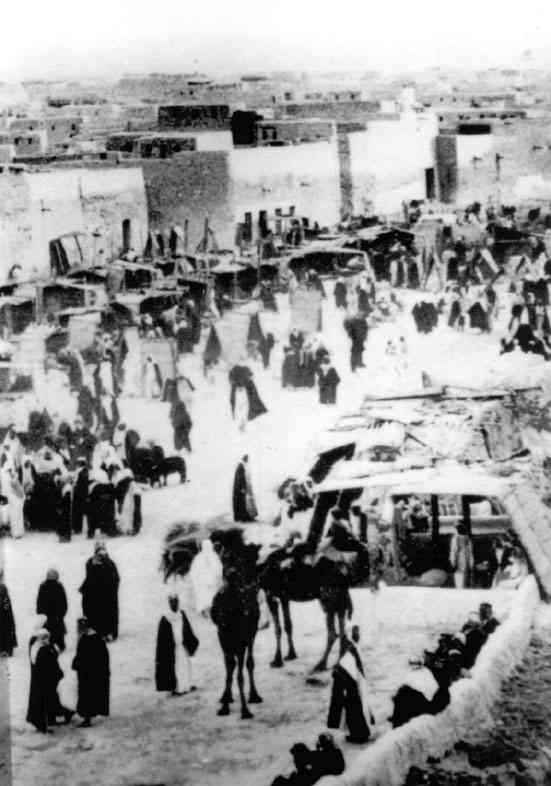
سوق الهفوف عام 1930

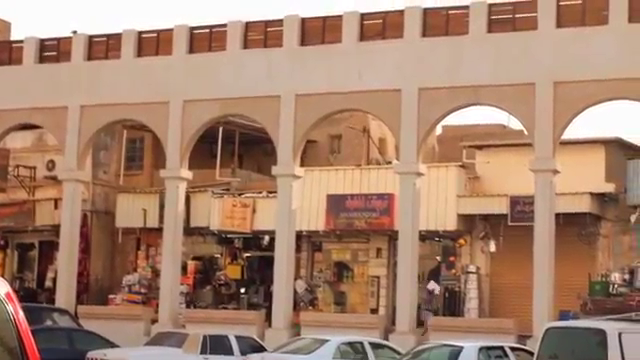
سوق القيصرية

- سوق القيصرية: يعد من الأسواق الشعبية التاريخية العريقة في السعودية، ويقع في حي الرفعة بمدينة الهفوف، وقد بني عام 1238هـ الموافق 1822 ميلادي ويحتوي على نحو 422 محلاً. ويتميز السوق بتنوع نشاطاته ومجالاته ومعروضاته المتضمنة للصناعات التقليدية والصناعات النحاسية وصناعات الجلود والأحذية، وبيع الذهب، والاسعات والعطور، والأقمشة، والملابس، والبشوت، والمشالح، والعبايات، والمستلزمات الرجالية والنسائية، والأثاث المنزلي، والأدوات الكهربائية، والأواني المنزلية، والمواد الغذائية، إضافة إلى تميزه بوجود خدمات تتضمن فندق وشقق سكنية ومحلات صرافة.[205]

تعد الأسواق الشعبية في الأحساء من معالمها البارزة، بسبب قدمها وكثافتها وحجمها وتنوعها واشتماله على كل ما يحتاجه الإنسان في متطلبات حياته، ويتقصدها المواطنون من داخل وخارج الأحساء، وحتى من دول مجلس التعاون الخليجي، وتتوفر فيها الأدوات التراثية والمنتجات المحلية والسلع المستوردة بكل أنواعها، وفيها المنتوجات التقليدية بكل أنواعها وأغراضها، والمأكولات الشعبية، والأدوات القديمة، إلى جانب الملابس والخضار والفواكه والتمور والطيور والدجاج والأرانب والبط والنباتات والمواد الغذائية والاستهلاكية والأجهزة والأواني والفرش. ويوجد 36 سوقاً أسبوعياً في الأحساء، وعدد الباعة الذين يبيعون في هذه الأسواق كل يوم من أيام الأسبوع بلغ 4143 بائعاً، وأكثر أيام الأسبوع باعة يوم الخميس الذي بلغ عدد الباعة فيه 1305 بائعين من الجنسين، وأعمار الباعة في هذه الأسواق تتراوح ما بين 17 إلى 70 عاماً ويبلغ المتوسط الحسابي لهذه الأعمار قرابة 37 سنة وأكثر الأعمار تكراراً بينهم هو سن 45.
قائمة بالأسواق الأسبوعية في الأحساء:
- سوق الخميس والسبت بالهفوف
- سوق الأربعاء بالمبرز
- سوق الاحد والاثنين بالجفر
- سوق الاحد بالقارة
- سوق الجمعة والسبت بالطرف
- سوق الثلاثاء بالخرس
- سوق الثلاثاء بالراشدية
- سوق السبت بالنزهة
- سوق السبت والثلاثاء بالحليلة
- سوق الثلاثاء بالبطالية
- سوق الخميس بالإسكان
- سوق الجمعة بالمحدود
- سوق الجمعة بالقرين
- سوق الخميس بغصيبة المبرز
- سوق الأثنين بالمبرز
- سوق الثلاثاء بالمنصورة والشهارين
- سوق الخميس بالعمران
- سوق الخميس بالجبيل
- سوق النساء الشعبي بالهفوف
- سوق الأحد بالشعبة
- سوق الأثنين بالقرن

## الحرف اليدوية

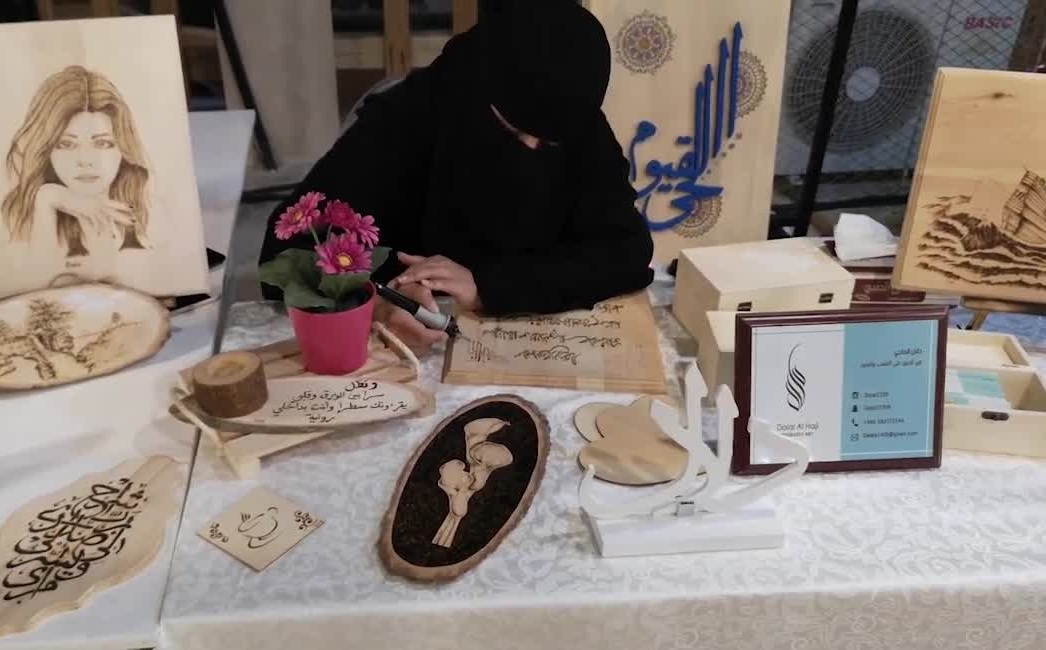
تطورت الحرف اليدوية وأدواتها وأساليبها في الأحساء عبر تاريخها، تظهر هذه الصورة الفنانة الأحسائية دلال الحاجي التي ترسم خططا تراثيا بأدوات الجديدة خلال مشاركتها في معرض الفيروز الخامس، 28 نوفمبر 2018.

تملك الأحساء عضوية في شبكة المدن الإبداعية بمنظمة اليونسكو فيما يخص المجال الإبداعي الخاص بالحرف اليدوية والفنون الشعبية منذ نوفمبر 2015م، وهي ثالث المدن العربية انضمامًا للقائمة وأولها خليجيًّا، ويأتي اختيارها عضو شبكة اليونسكو لاهتمام الأحساء في مجال الحرف اليدوية الفنون الشعبية واعتبارها عامل استراتيجي نحو تحقيق تنميةٍ مستدامةٍ في المجالات الاقتصادية والاجتماعية والثقافية والبيئية. وتعد الصناعات الريفية التي تعتمد على أشجار النخيل في الدرجة الأولى من أشهر الحرف اليدوية في الأحساء، فمن جذوعها تصنع الأبواب والمكانس الناعمة والحبال، ومن الخوص تصنع السفرة والمفارش والزنابيل والمقاصف والأطباق الخاصة بالفاكهة وأواني تعبئة التمور، إضافة إلى حرفة الخرازة ويسمى المهتم بالصناعات الجلدية باسم الخرّاز، وهو الذي يحضر الجلود وينظفها ويدبغها ثم يصنع منها الدلاء والأحذية والحقائب والأحزمة الجلدية والسيور، وتعد حرفة حياكة البشوت من الحرف التي حافظ عليها الأهالي في الأحساء حتى اليوم، بإنتاج نوع خاص من البشوت يسمى النوع الحساوي وهو الذي يحاك بطريقة يدوية، كذلك اشتهرت الأحساء قديمًا بالحدادة وهي من الحرف القديمة التي اندثرت وتقوم على تحويل كتل الحديد إلى أدوات عملية أو منزلية كالمسحاء والقلة ويستعملان في البناء والزراعة، إضافة إلى صناعة «مبيض النحاس» الذي يقوم بتبييض النحاس من الأواني المنزلية ويلحم مابها من خدوش أو شقوق ويحول قطع الصفيح إلى أدوات نافعة، وكذلك عملية استخراج اللآلئ من أعماق البحار، وهو عمل جماعي يقوم به البحارة على السفن الخاصة تحت قيادة النواخذ قديما.

## واحة الأحساء ضمن قائمة التراث العالمي

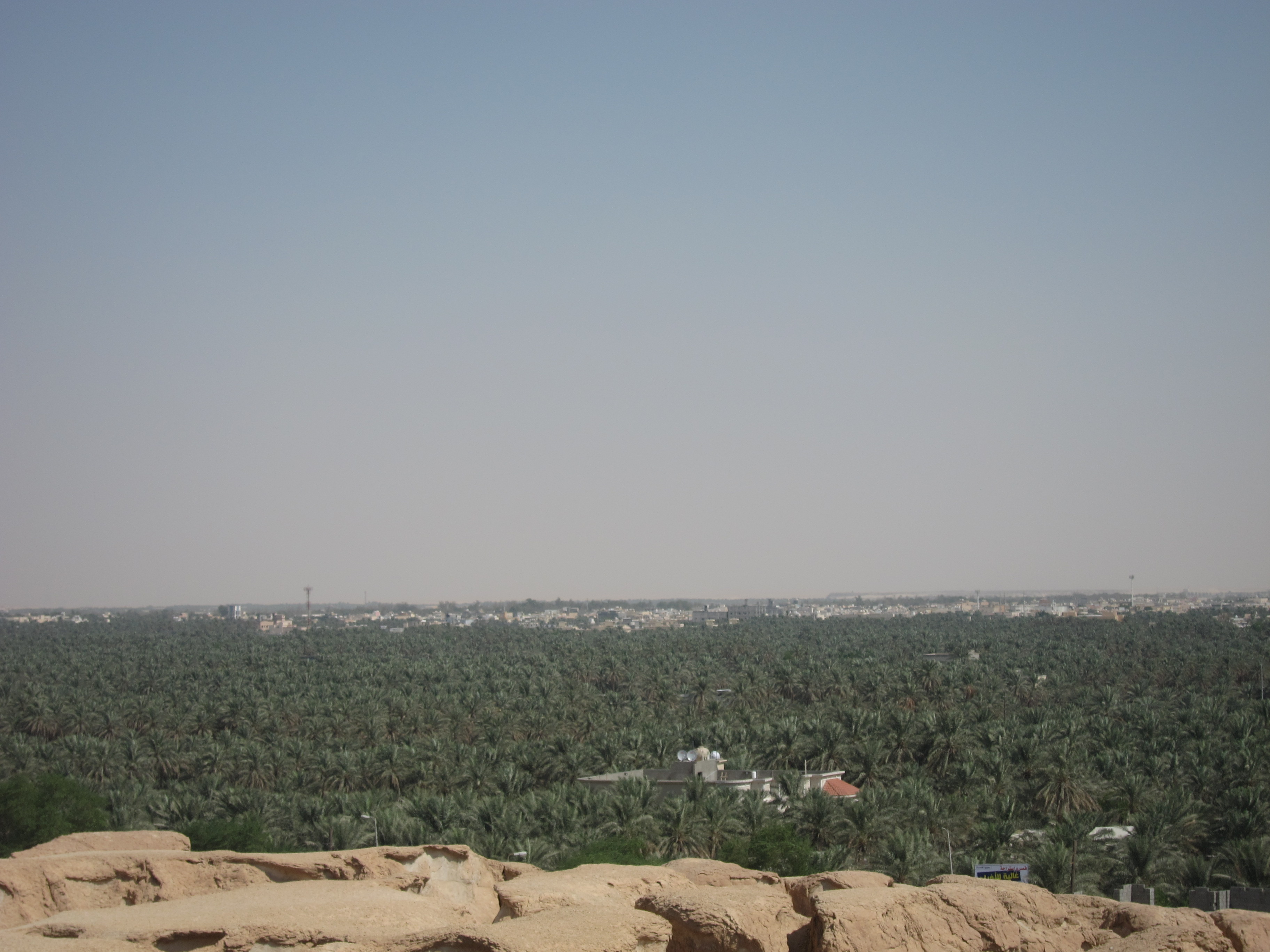
لقطة لواحة الأحساء من جبل قارة المُشرف عليها.

في يوليو 2018م تقدمت الهيئة العامة للسياحة والتراث الوطني برفع ملفا لليونسكو تحت عنوان «الأحساء مشهد ثقافي متطور»، وكانت هذه هي المرة الأولى التي تستقبل فيها اليونسكو ملفًا لمساحة زراعية بهذا الحجم، حيث تبلغ مساحة واحة الأحساء 160 كم²، وهي بذلك أكبر واحة زراعية مرويَّةٍ في العالم، إضافة إلى كونها صامدة وحية وتتجدد مع كل المعطيات وشاملة مدن ومجتمعات حضرية وعيون الماء، وتطل على مياه الخليج العربي من جانب وصحراء الربع الخالي من جانب آخر.
ساهمت الواحة في إبراز القيمة الطبيعية والتراثية في المنطقة، بخاصة في ظل حفاظها على تنامي مساحتها الزراعية واعتمادها على نظام ري شبه تقليدي، إضافة إلى احتوائها على العيون التي تساعد على ضخها شبكات هيئة الري والصرف مثل عين نجم وعين أم سبعة وعين الحارة والتي يستفاد من مياهها الكبريتية أيضا في علاج بعض الأمراض، وعيون المياه الباردة مثل الجوهرية والخدود والبحيرية.
تضم الواحة أكثر من ثلاثة ملايين نخلة تنتج نحو 60 صنفًا من أنواع التمور وهي المنتج الرئيس للتمور في المملكة ودول الخليج العربي، مما أهلها للمشاركة في المنافسات الدولية لعجائب الدنيا السبع وحصولها على المركز السادس من بين 277 موقعا حول العالم في مسابقة تشرف عليها منظمة اليونسكو.
ضم ملف الأحساء 12 مكونًا مقسمة على ثلاثة أقسام حسب طبيعتها، المجموعة الأولى تضم المواقع ذات المكونات الطبيعية وهي الواحة الشرقية والواحة الشمالية واحة السيفة وبحيرة الأصفر، والمجموعة الثانية ضمت المواقع الأثرية وهي عين قناص وموقع جواثى، فيما ضمت المجموعة الثالثة مواقع ذات قيمة تراثية وهي قصر إبراهيم وقصر صاهود ومسجد جواثى وقصر خزام وسوق القيصرية ووسط مدينة العيون القديمة.

## الأحساء عاصمة السياحة لعربية لسنة 2019
في عام 2019، قرر المجلس الوزاري العربي للسياحة في اجتماع دورته الواحدة والعشرين، التي أُقيمت في الأسكندرية، بحضور وزراء السياحة العرب ورؤساء المنظمات والاتحادات العربية، باختيار مدينة الأحساء عاصمة للسياحة العربية لعام 2019، وذلك لأنها استوفت كل الشروط المرجعية التي اعدتها المنظمة العربية للسياحة.

## وصلات خارجية
- أرشيف موقع بلدية الأحساء
- السياحة في مدينة الأحساء
- فريق سفاري الأحساء لرحلات البر والبحر
- صحيفة الأحساء نيوز